# Luis Suárez Díaz
Luis Alberto Suárez Díaz (Salto, 24 de enero de 1987) es un futbolista uruguayo que juega como delantero y su equipo actual es el Inter de Miami de la Major League Soccer. Fue internacional con la selección de Uruguay desde el 7 de febrero de 2007 hasta el 6 de septiembre de 2024. Reconocido por su habilidad de pase y definición, es ampliamente considerado uno de los mejores jugadores de su generación, así como uno de los más grandes delanteros de la historia.
Comenzó su carrera profesional en el Club Nacional de Football, donde conseguiría dos Campeonatos Uruguayos. A la edad de 19 años emigró a los Países Bajos para jugar en el F. C. Groningen de la Eredivisie. Una temporada más tarde, en 2007, fue fichado por el Ajax de Ámsterdam. Su carácter y capacidad goleadora lo llevaron, tras apenas dos años, a ser capitán del club a partir de la temporada 2009-10, siendo el primer futbolista sudamericano en lograrlo. En esa misma temporada en que fue nombrado capitán, se consagró máximo goleador de la Eredivisie, con 35 tantos en 33 partidos y obtuvo el récord de ser el jugador extranjero con más goles en una temporada en la liga de los Países Bajos. La IFFHS lo nombraría el máximo goleador mundial en Primera División. Además sería el máximo goleador de Europa al marcar 49 goles en 48 partidos, en todas las competiciones que disputó. Su racha goleadora lo llevaría a ser nombrado el futbolista del año en los Países Bajos. En la temporada 2010-11 logró pasar la barrera de los 100 goles anotados con el Ajax.
En 2010 fue fichado por el Liverpool F. C., tras haber conquistado con el equipo neerlandés una Eredivisie, una Copa de los Países Bajos y una Supercopa de los Países Bajos. Titular regular en el equipo inglés, en 2012 ganó la Copa de la Liga de Inglaterra, y en la temporada 2012-13 fue seleccionado como parte del equipo ideal de la Premier League y como segundo mejor jugador de la competición.
En la temporada 2013-14 llegó al punto más alto de su carrera en el Liverpool, donde hizo 31 goles en 30 partidos y obtuvo así el título de máximo goleador, y ganó el Premio al Futbolista del Año de la PFA y al Futbolista Inglés del Año de la FWA, el equipo estuvo cerca de alcanzar el título que finalmente quedó en manos del Manchester City. Su impresionante registro goleador lo hizo acreedor de la Bota de Oro 2013-14, premio que compartió con Cristiano Ronaldo.
Su brillante actuación durante la temporada anterior le valió el pase al F. C. Barcelona por 81 millones de euros, por lo que nuevamente se convirtió en el fichaje más caro por un futbolista uruguayo, récord que aún ostenta. Integró junto a Lionel Messi y Neymar el tridente llamado MSN (las iniciales de los jugadores), considerada en su momento una de las mejores delanteras del mundo y de la historia.
En su primera temporada en el F. C. Barcelona, conquistó el triplete, ganando la Liga, la Copa del Rey y la Liga de Campeones. Suárez marcó 25 goles, incluido uno en la propia final de la Liga de Campeones. Al inicio de su segunda temporada como jugador blaugrana se hizo con la Supercopa de Europa 2015, marcando un gol frente al Sevilla F. C. En diciembre de 2015 conquistó el Mundial de Clubes, marcando 5 goles en 2 partidos, máximo goleador, y el Balón de Oro de la competición. Al final de la temporada ganó el Trofeo Pichichi y su segunda Bota de Oro europea, convirtiéndose en el primer jugador desde 2009 en ganar ambos galardones además de Lionel Messi o Cristiano Ronaldo. También lideró La Liga en asistencias, convirtiéndose en el primer jugador en hacerlo tanto en goles como en asistencias en la historia de la liga.
Tras una larga trayectoria en el F. C. Barcelona, el 23 de septiembre de 2020, Suárez pone fin a su etapa como azulgrana tras llegar a un acuerdo con el Atlético de Madrid a cambio de seis millones de euros en variables. El 22 de mayo de 2021 es campeón de liga con el Atlético de Madrid.
A nivel de selecciones Suárez debutó oficialmente en la Copa Mundial Sub-20 de 2007 y en la selección absoluta debutó el 7 de febrero del mismo año en un partido amistoso jugado en el estadio General Santander de la ciudad de Cúcuta contra la Selección de fútbol de Colombia. Fue partícipe de la Copa Mundial de 2010 donde la selección de Uruguay alcanzó las semifinales del torneo, quedándose con el cuarto puesto. En 2011 ganó la decimoquinta Copa América para su selección, siendo este su primer título como nacional. Además fue nombrado el mejor jugador de la competición. En 2013 se convirtió en el máximo goleador histórico de su selección en partidos oficiales, superando el récord que ostentaba Diego Forlán.
El 21 de noviembre de 2023, al ingresar frente a Bolivia, se convirtió en el primer futbolista uruguayo en disputar cinco eliminatorias para la Copa Mundial de la FIFA. En septiembre de 2024 anunció su retiro de la selección uruguaya. 

## Trayectoria

### Nacional

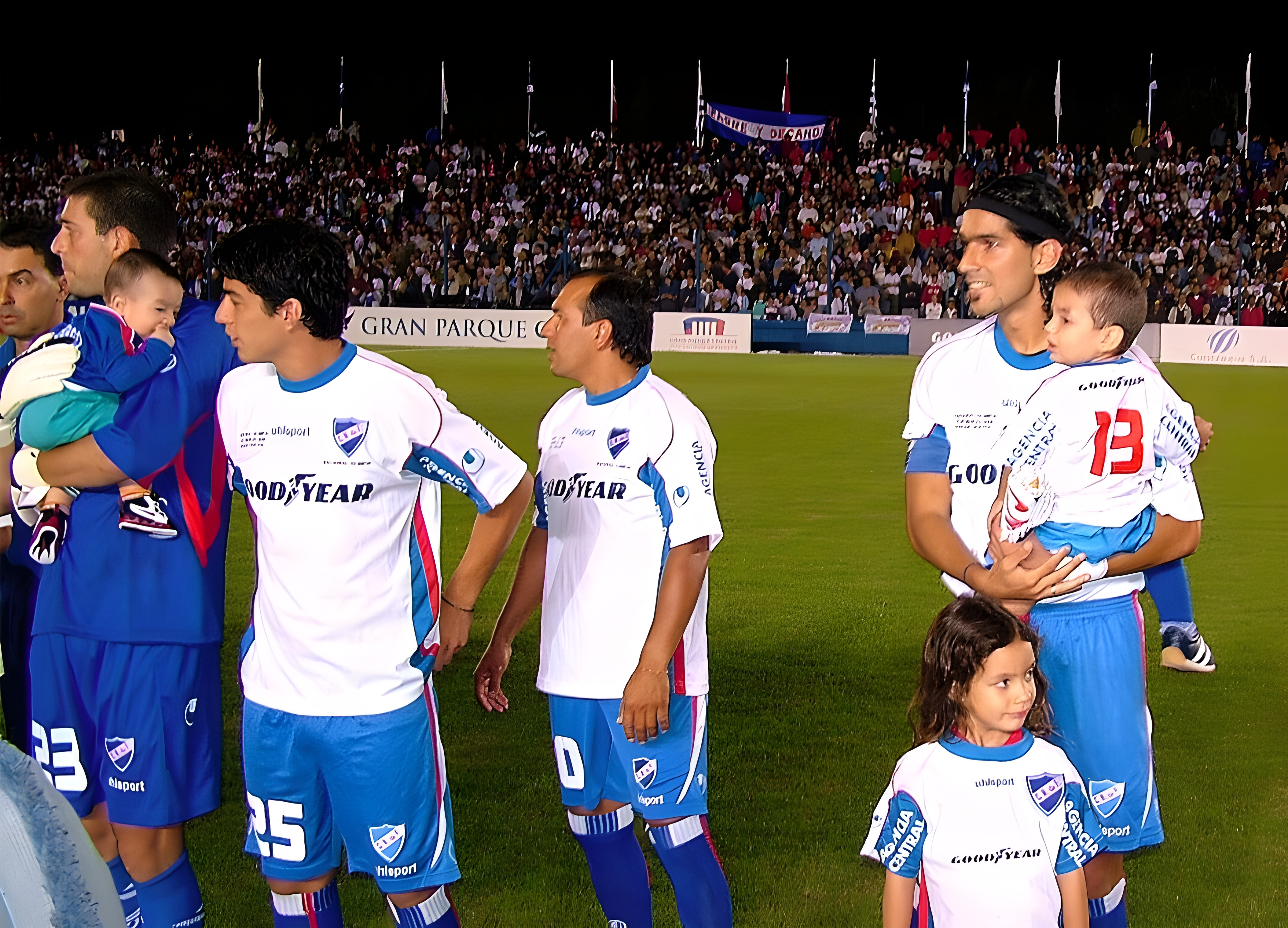
En sus inicios, utilizó el dorsal 25 y 13, antes de usar el característico número 9.

Luego se incorporó al Club Nacional de Football en baby fútbol, y debutó en Séptima División en el año 2000.
Luego de haber hecho las formativas en Nacional, jugó su primer partido profesional en el Bolso el 3 de mayo de 2005, frente al Junior por la Copa Libertadores 2005.
Su primer gol con el tricolor fue durante una gira de pretemporada por España.
El 11 de agosto de 2005 Nacional disputó el trofeo Ciudad del Tajo ante el anfitrión, Sevilla, con derrota sobre el final por 3 a 2. En ese encuentro, Luis Suárez tuvo su debut en la red.
Días después, el club uruguayo finalizó subcampeón del Trofeo Teresa Herrera, incluyendo una victoria clásica ante Peñarol en aquel país, y un buen rendimiento de Suárez.
Su actuación despertó el interés del Deportivo La Coruña, pero terminó retornando a Uruguay y permaneciendo allí hasta 2006.
Mientras tanto, Suárez marcó su primer gol oficial el 10 de septiembre de 2005, en un encuentro que Nacional triunfaría 5-0 ante Paysandú por el campeonato local.
Casi un año después de su debut, se afianzó como titular del equipo.
En este club, Suárez marcó 12 goles en 35 partidos de Primera División, obteniendo los torneos de liga 2005 y 2005-06.
Tras sus buenas participaciones, Luis Suárez fue traspasado al Groningen de los Países Bajos por un millón de dólares.

### Groningen

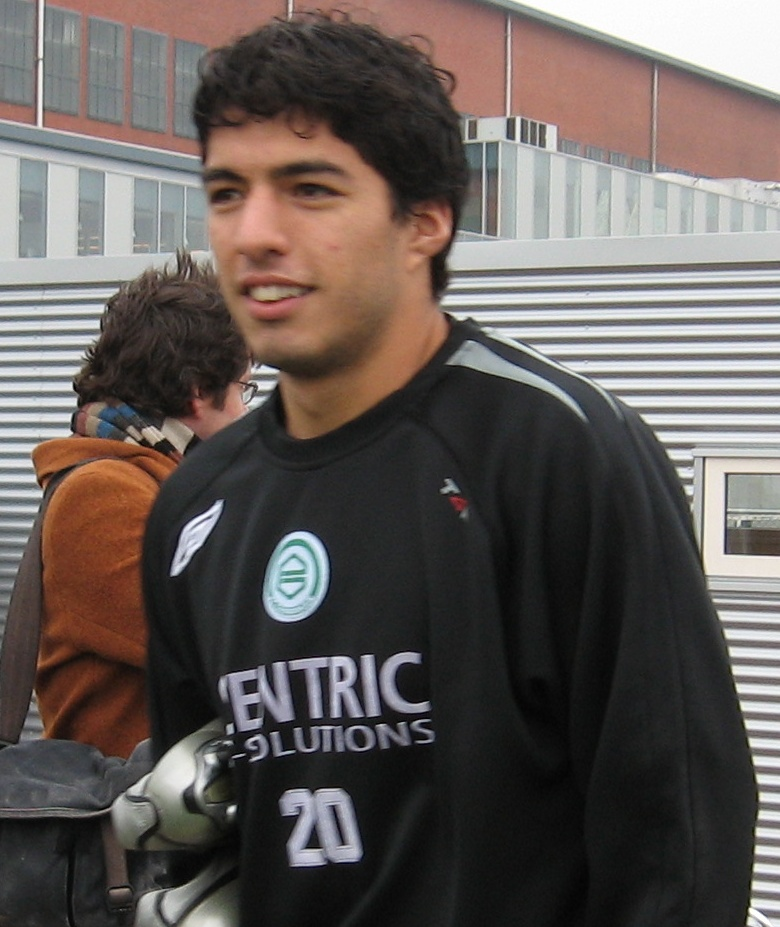
Suárez en el campo de entrenamiento del Groningen en 2006.

Suárez tenía 19 años cuando fichó por el FC Groningen holandés.
En enero de 2007, jugó cinco partidos y anotó cuatro goles. Sin embargo, recibió tres tarjetas amarillas y una roja.
Durante un partido contra el SBV Vitesse, Suárez anotó dos goles en los últimos 10 minutos de juego.
Suárez finalizó la temporada con 10 goles en 27 partidos y el Groningen terminó en el octavo lugar de la liga.
Para el principio de la temporada 2007/2008, tras una larga negociación, el Ajax Ámsterdam se aseguró los servicios del uruguayo por 7,5 millones de euros.

### Ajax de Ámsterdam
En el Ajax se convirtió en uno de los indiscutibles en el ataque y capitán, llegando a realizar varios goles, especialmente en el campeonato local y también uno de los mejores jugadores que pasaron por el club.

#### Capitanía, segundo título con el Ajax y máximo goleador de Europa (2009/10)

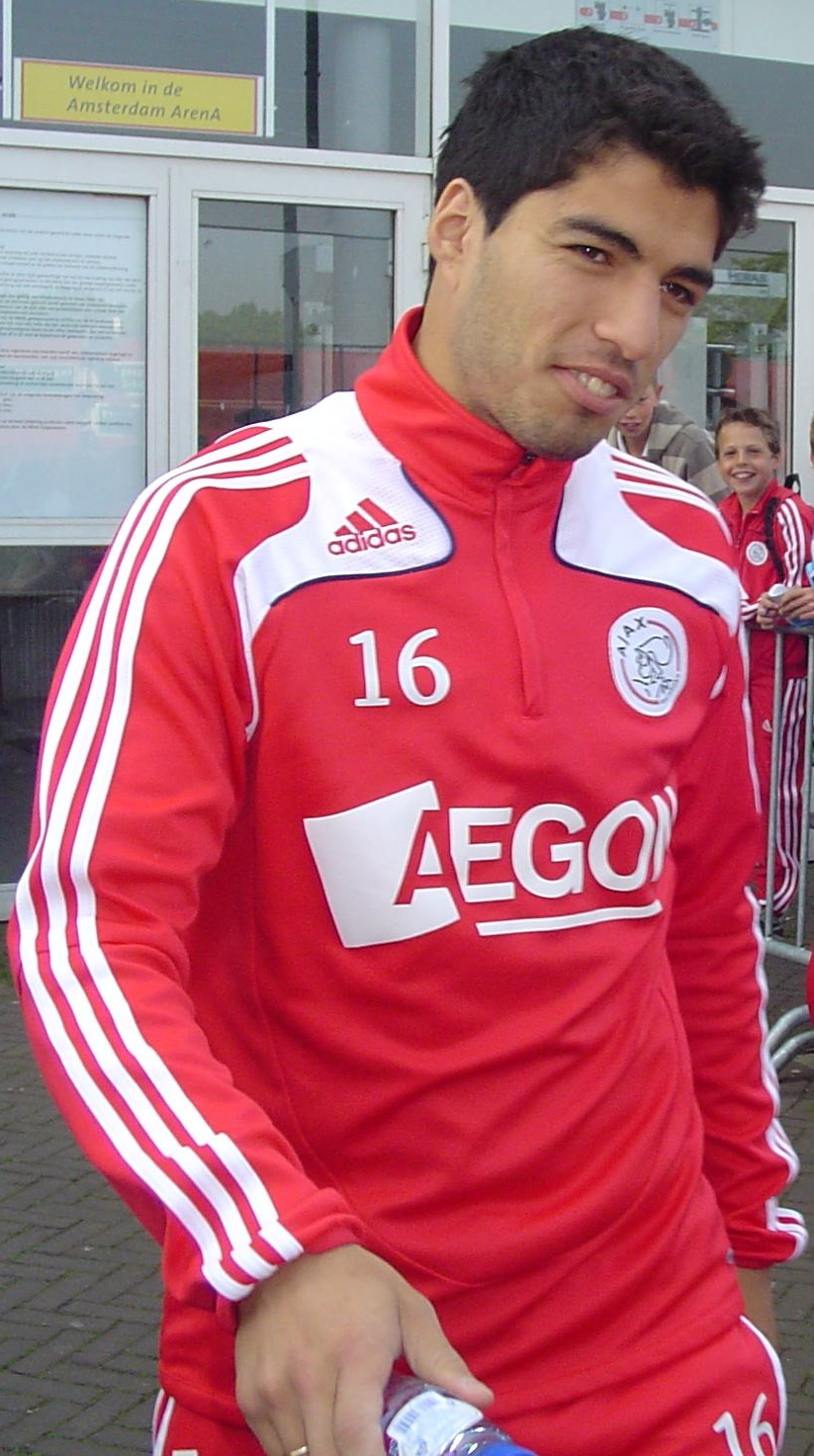
Suarez entrenando con Ajax en 2009

Antes de comenzar la temporada, Marco van Basten renunciaría como entrenador del Ajax. En su lugar lo reemplazaría su coterráneo Martin Jol quien ya tenía experiencia dirigiendo a clubes de ese mismo país. También, al Ajax se le iría su capitán Thomas Vermaelen, quien fichó por el Arsenal. Es en este contexto en que, a petición de Jol, Suárez fue nombrado el nuevo capitán del equipo. Jol declaró: «Suárez es nuestro nuevo patrón. Es uno de nuestros jugadores más importantes, como lo ha demostrado la pasada temporada, y me ha impresionado tanto dentro como fuera del campo en las últimas dos semanas».
Como nuevo capitán del equipo, Suárez comenzaría la Eredivisie el 2 de octubre de 2009, jugando contra su exequipo, el FC Groningen en la victoria del Ajax por 2-0, en donde no marcó. En la 2.ª jornada metería su primer hat-trick de la temporada ante el RKC Waalwijk en la victoria de su equipo por 4-1. En la 3.ª jornada el Ajax jugaría el clásico ante el PSV Eindhoven. En dicho encuentro, Suárez anotó un doblete que, sin embargo, no impidió que el PSV se impusiera por 4-3 ante el conjunto de la capital. En la 7.ª jornada, Suárez anotaría su primer póker en la liga y el segundo de su carrera. Fue contra el VVV-Venlo en la victoria del Ajax 4-0. Suárez continuaría en la cima de la tabla de goleadores de la liga gracias a, entre otros, los dobletes ante el Roda y el AZ Alkmaar en la 9.ª y 11.ª jornadas de la liga, respectivamente. En la 12.ª jornada, jugaría su primer De Klassieker de la temporada ante el Feyenoord. El encuentro terminaría en goleada por 5-1 del Ajax, con Suárez metiendo de penalti en el minuto final del tiempo reglamentario.

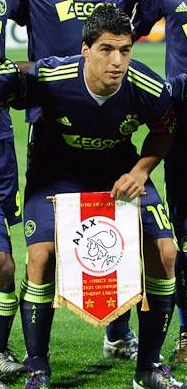
Luis Suárez como capitán del Ajax.

De manera simultánea a la Eredivisie, Suárez disputaría, como es habitual en todas las temporadas, la copa de los Países Bajos, además de defender nacionalmente a su equipo en la Liga Europa de la UEFA. Su debut a nivel nacional se produjo el 20 de agosto de 2009 en la cuarta ronda de play-offs en donde el equipo ajacied se enfrentaría al Slovan Bratislava. En dicho partido, Suárez anotaría el primer póker de su carrera en la victoria 5 a 0 de su equipo. El partido de vuelta fue otra victoria del Ajax por 2-1, con Suárez jugando únicamente el primer tiempo. De esta manera, el Ajax se clasificó a la fase de grupos, quedando emparejado en el grupo A de la competición. En dicha fase de grupos, Suárez conseguiría 2 goles, en el partido entre el Ajax y el Dinamo Zagreb y en el partido entre el Ajax y el Poli Timișoara. Los godenzonen se clasificarían como segundos del grupo a los dieciseisavos de final, instancia en la cual serían eliminados ante la Juventus.

En la Copa de los Países Bajos de la correspondiente temporada, sería campeón y máximo goleador. Su debut fue el 24 de septiembre de 2009, en la segunda ronda da la misma, contra el AGOVV Apeldoorn. Entró en el minuto 77 de juego y no marcó. En la tercera ronda, ante el Dordrecht, entró en la segunda parte y tampoco consiguió anotar. Sin embargo, en octavos de final, marcaría 6 goles, en la goleada histórica del Ajax ante el WHC por 14-1. Con sus seis tantos, obtuvo el récord de ser el jugador uruguayo con más goles en un partido jugando en un club europeo y, además, estuvo a dos goles de igualar el récord del jugador uruguayo con más goles en un partido. Dicho récord sigue perteneciendo a Francisco Bertocchi, quien metió 8 goles en un partido en el año 1969. El Ajax seguiría avanzando de rondas, con Suárez únicamente jugando las semifinales del torneo, antes de la final, y sin más goles. En la final, el Ajax se enfrentaría ante uno de sus clásicos rivales, el Feyenoord en otra edición del De Klassieker. El partido de ida fue en el estadio del Ajax, el Ámsterdam Arena, y terminaría favorable al equipo local 2-0. Suárez no consiguió anotar. En el partido de vuelta, el Ajax se impondría nuevamente, esta vez 4-1. Suárez anotaría un doblete en dicho partido, contribuyendo así a que su equipo obtuviese una nueva copa. Además, sería el máximo goleador de la competición con 8 tantos. De esta manera, el jugador salteño obtuvo su segundo título oficial jugando en los Países Bajos.

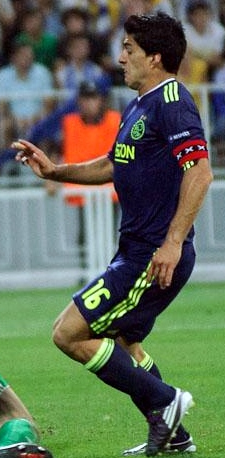
Suárez jugando para el Ajax en un partido de la Liga de Campeones vs. FC Dinamo en 2010.

 En la 21.ª jornada de la liga, anotaría su tercer póker de goles de la temporada, esta vez, ante el Roda en la victoria del Ajax por 4-0. A partir de la jornada 24.ª, Suárez anotaría goles en 4 partidos consecutivos. Sería un gol contra el Vitesse, doblete contra el Utrecht, un gol en el clásico contra el PSV Eindhoven y otro doblete ante el RKC Waalwijk. Los cuatro partidos terminarían en goleadas para el Ajax. En su último partido de liga, marcaría un doblete, pero no sería suficiente para que el Ajax se coronara campeón ya que el equipo capitalino se quedaría a un punto del Twente.
Es de esta forma en la que Suárez culminaría la temporada como máximo realizador de la Eredivisie con 35 tantos y máximo asistente de la misma con 15 asistencias y como el futbolista del año en los Países Bajos. También sería nombrado el futbolista del año del Ajax Ámsterdam por segunda vez consecutiva y como el máximo goleador del club en la temporada, también por segunda vez consecutiva. Además, sus 35 goles en liga le implicaron obtener el récord al jugador extranjero con más goles en una temporada de la Eredivisie y a ser reconocido por la IFFHS como el máximo goleador mundial de primera división. A pesar de haber sido el jugador que más goles anotó en primera división, no consiguió la Bota de Oro ya que, para determinar al ganador de esta, se multiplican la cantidad de goles marcados por el coeficiente UEFA respectivo de la liga en la que juega el futbolista, en el caso de Suárez la Eredivisie.

### Liverpool F. C.
Antes de fichar por el Liverpool, varios clubes de Europa tales como Juventus y el Manchester United se habían interesado por la compra del jugador uruguayo.
Sin embargo, la primera oferta concreta la dio el Liverpool, ofreciendo 15 millones de euros al Ajax Ámsterdam, el cual consideró que era una cantidad muy baja a pagar por el jugador.
Finalmente, tras una serie de negociaciones entre ambos clubes, el 28 de enero de 2011, a un día de que se cerrara el plazo que otorgó el Ajax para la venta de su capitán, se concretaría la venta de Suárez al club inglés, por un contrato de cinco años y medio y por la suma total de 26,5 millones de euros, convirtiéndose en el fichaje récord de los reds pero por poco tiempo, ya que unas horas más tarde el Liverpool ficharía a Andy Carroll procedente del Newcastle United por 41 millones de euros.
Sin embargo, con esa cifra, Suárez se convirtió en el jugador uruguayo más caro de la historia, superando los 21 millones de euros que el Atlético de Madrid pagó al Villareal por Diego Forlán en 2007.
Suárez declaró que el entrenador y exfutbolista del Liverpool Kenny Dalglish lo convenció para que finalmente tomara la decisión de fichar por el equipo inglés y no por un club español como, el atacante había mencionado, era su deseo.
El récord de Suárez del jugador uruguayo más caro duraría hasta 2013, cuando el París Saint-Germain desembolsó 64 millones de euros para fichar a Edinson Cavani, del Napoli.

#### Llegada a Anfield (2010-11)
A Luis Suárez le sería designado el dorsal número 7 del Liverpool, mismo número que leyendas del club como Kenny Dalglish o Kevin Keegan habían tenido en el pasado.
Suárez se refirió a este hecho, diciendo: "Cuando supe que iba a llevar el 7 fui feliz porque sabía que era un número histórico que varios jugadores legendarios habían llevado a lo largo de la historia del club. Dicho esto, el número que llevo en la espalda es lo último en lo que pienso cuando juego. Solo intento salir al campo y hacerlo lo mejor posible, y ciertamente no añade más presión que si llevara cualquier otro número".
Finalmente, Suárez haría su debut con el Liverpool el 2 de febrero de 2011 en el partido de la 25.ª jornada de la Premier League ante el Stoke City.
Entró en el minuto 63 de juego en lugar del brasileño Fábio Aurélio y, 15 minutos después, marcó su primer gol con la casaca roja, lo que le dio el triunfo a su nuevo equipo.

#### El primer título con el Liverpool y la primera gran polémica en Inglaterra (2011/12)

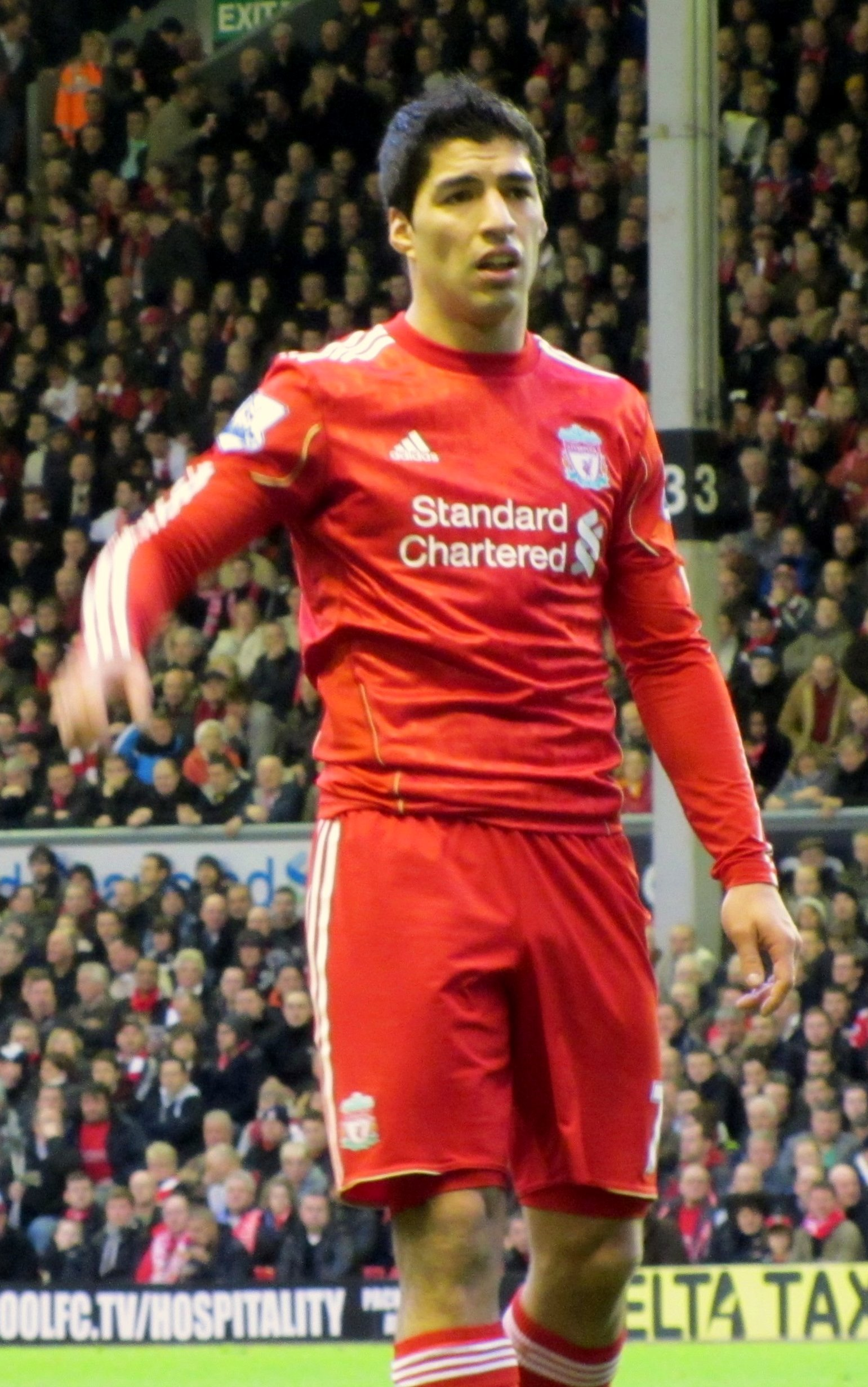
Luis Suárez en un partido entre Liverpool y Blackburn Rovers de la Premier League.

Luis Suárez comenzaría anotando en la Premier League, de manera consecutiva, en las dos primeras jornadas de la temporada, ante el Sunderland en el empate 1-1, donde fallaría por primera vez un penalti con el conjunto de Merseyside, y contra el Arsenal en la victoria de su equipo por 2-0, siendo el primer triunfo del Liverpool tras 11 años en el Emirates Stadium.
En la 7.ª fecha de la temporada, jugaría su primer derbi contra el Everton Football Club, equipo con el que Liverpool comparte su máxima rivalidad junto con Manchester United.
En dicho encuentro Luis se mostraría activo y sería importante para que su equipo ganara 2 a 0 en calidad de visitante, primero dejando al equipo local con inferioridad numérica a causa de una falta que le cometió Jack Rodwell y que le valió al mediocampista la roja directa.
Luego provocaría un penal, después que Phil Jagielka lo derribara en el área, sin embargo, el tiro del neerlandés Dirk Kuyt, encargado de ejecutar el penal, sería contenido por el guardameta estadounidense Tim Howard.
Los Reds adelantarían sus líneas a causa de su superioridad numérica hasta que, en el minuto 71, Andy Carroll anotaría la primera cifra del partido. Cerca del final, al minuto 81 de juego, el propio Suárez terminaría por liquidar el derbi.
En la 8.ª fecha, Suárez jugaría su segundo clásico inglés contra el Manchester United en el empate 1 a 1 en Anfield.
En dicho partido, fue acusado de proferir insultos de índole racista contra el jugador de origen franco-senegalés Patrice Evra.
A pesar de las réplicas del jugador y el respaldo de la institución de Liverpool, el 20 de diciembre de 2011, la Asociación de Fútbol de Inglaterra (FA) decide suspender a Suárez por un total de 8 partidos más una multa de 40 000 libras.
El 24 de agosto de 2011, el 7 de Liverpool defendería por primera vez a su equipo por copas nacionales en la victoria 3 a 1 ante el Exeter City por la segunda ronda de la Copa de la Liga de Inglaterra donde, además, el jugador anotaría su primer gol en este tipo de competición y asistiría a sus compañeros Maxi Rodríguez y Andy Carroll para que hicieran los 2 goles restantes.
Por la misma competición en los octavos de final anotaría su primer doblete con el Liverpool, en la victoria 2 a 1 de su equipo frente al Stoke City, resultado que le daría el pase a su equipo a la siguiente ronda. Suárez se perdería los partidos de cuartos de final y semifinales, debido a las fechas de suspensión que recibió anteriormente, pero volvería para la final de la copa, donde Liverpool ganaría en definición a penales contra el Cardiff City.
Con esto Suárez se adjudicaría su primer título inglés.

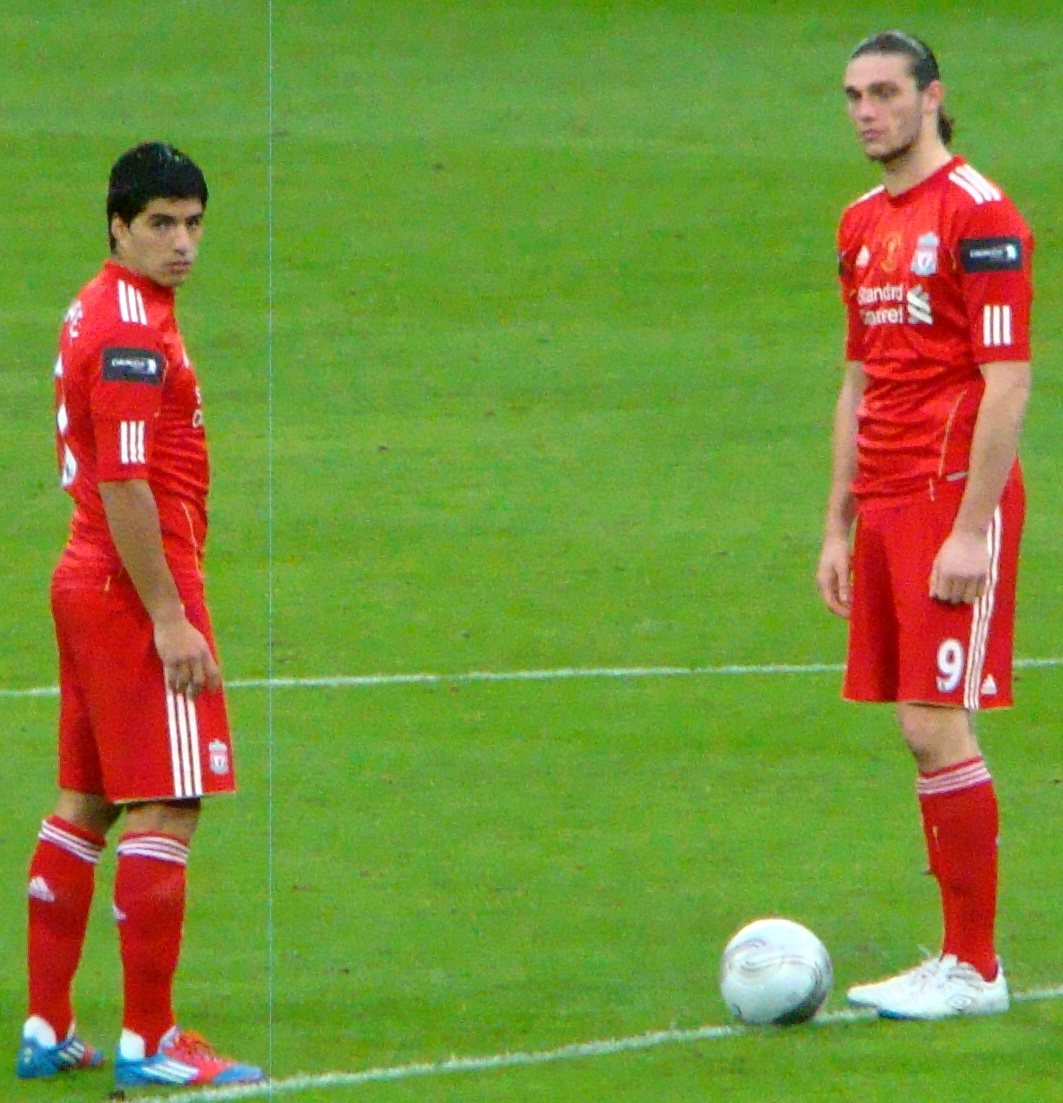
Luis Suárez junto a Andy Carroll previo a la final de la Copa de la Liga de Inglaterra.

Por otro lado el debut de Suárez en la FA Cup se produjo el 19 de febrero de 2012 por los octavos de final de dicha competición, en la goleada de Liverpool por 6 a 1 frente al Brighton & Hove Albion, donde además el delantero uruguayo anotaría su primer gol por esta copa. Por los cuartos de final Liverpool ganaría 2 a 1 al Stoke City, con Suárez anotando nuevamente.
Por las semifinales del torneo, Liverpool se vería las caras con uno de sus más acérrimos rivales, el Everton, siendo el tercer choque entre ambos equipos en lo que iba de temporada. Los Toffees se pondrían en ventaja con el gol de Nikica Jelavić a los 24 minutos de juego. Liverpool respondería en la segunda parte, cuando el propio Suárez anotara, en el minuto 62 de juego, lo que era el empate transitorio en el derbi y su segundo gol en su cuenta personal contra los de Goodison Park. Cuando el juego parecía finalizar y dirigirse al tiempo extra, Andy Carroll anotó el segundo gol para su equipo en el minuto 87 de juego, asegurando el pase de Liverpool a la final tras seis años.
Al Liverpool le tocaría definir la final contra el Chelsea en el Estadio de Wembley, la cual no estaría exenta de polémica.
Los Blues se pondrían con 2 tantos de ventaja en el marcador, pero Andy Carroll anotaría el descuento al minuto 64 de juego.
La polémica vendría cuando faltaban cerca de 10 minutos para finalizar el encuentro; Suárez centraría el balón para que Carroll rematara de cabeza, no obstante, dicho remate fue contenido por el guardameta Petr Čech en la misma línea de gol.
El árbitro, sin embargo, consideró que la pelota no había ingresado totalmente, lo que provocó las protestas de los jugadores del Liverpool, ya que ese tanto hubiera significado el empate 2 a 2 en el encuentro y hubiera dado lugar a una eventual prórroga, incluyendo a Suárez que se ganó la tarjeta amarilla por dichas acciones.
El marcador final sería 2 a 1 con Chelsea proclamándose como campeón, dejando a los Reds con el subcampeonato.
Suárez terminaría de cumplir sus 8 partidos de sanción y retornaría a jugar partidos por la Premier League, específicamente en la 24.ª fecha ante el Tottenham Hotspur en un encuentro que terminaría sin goles.
Por la 25.ª fecha, Liverpool enfrentaría nuevamente al Manchester United en Old Trafford, donde Suárez y Patrice Evra tendrían un nuevo altercado.
Durante el partido, Mánchester se puso 2 a 0 arriba en el marcador con doblete de Wayne Rooney y Suárez descontó al minuto 80 de juego, siendo este, su primer gol en el clásico inglés. Por la 26.ª fecha de la temporada, Suárez jugaría nuevamente el Derbi de Merseyside, contra el Everton Football Club, esta vez en Anfield.
En dicho encuentro Liverpool ganaría 3 a 0.
Asistió en dos ocasiones a Steven Gerrard para que este anotara el segundo y tercer gol del conjunto rojo.
Por la 36.ª fecha de la jornada, anotaría su primer hat-trick con el conjunto de Liverpool. Sería en la victoria por 3 a 0 como visitante ante el Norwich City.
Este partido sería el último en donde Suárez lograría anotar en la temporada ya que, en las últimas dos fechas, contra Chelsea y Swansea City el salteño no logró vulnerar la red rival. De esta manera, el jugador culminaría la temporada con un total de 17 goles en 39 partidos, siendo el goleador del conjunto liverpuliano.
En sus 39 partidos acumuló 3254 minutos jugados. Recibió 6 tarjetas amarillas y ninguna tarjeta roja.

#### El gran desempeño en la Premier League y una nueva polémica (2012-13)

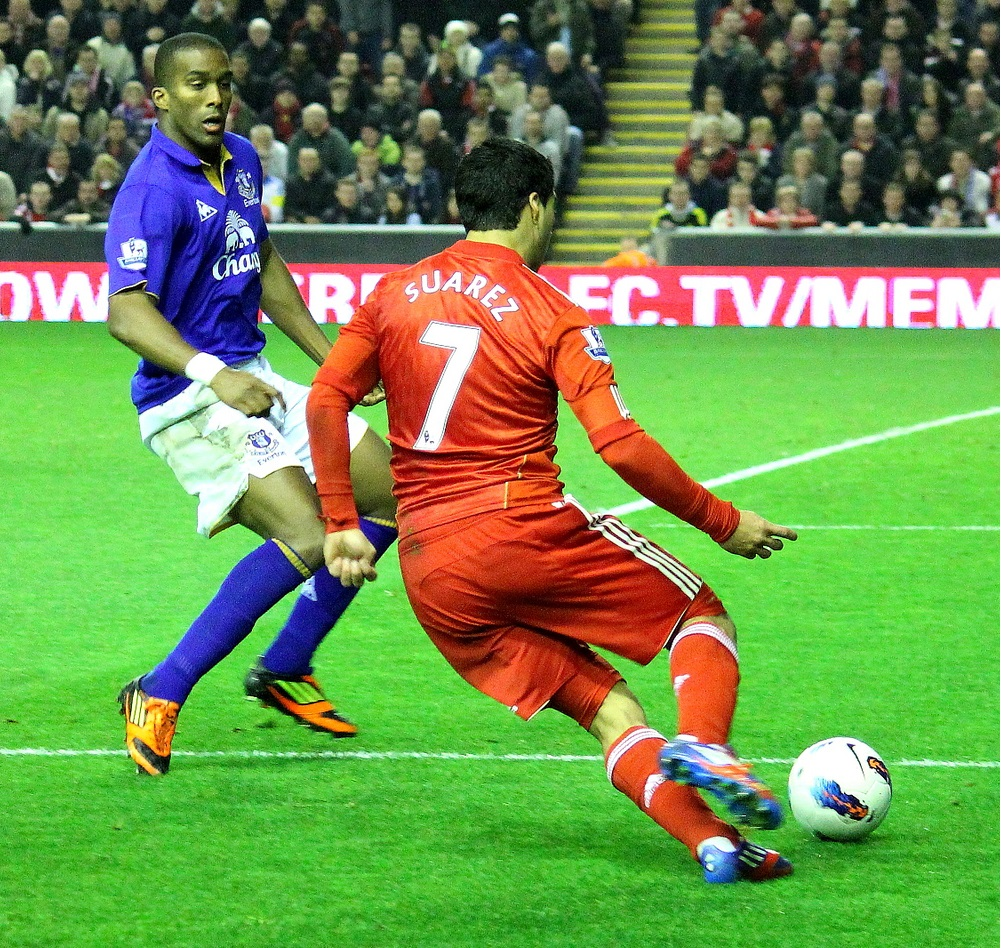
Luis Suárez jugando su segundo Derbi de Merseyside.

Luis Suárez tendría una actuación individual en Premier League que le valdría ser nominado a ganar el premio al mejor jugador de la competición, además de ser el vice goleador de esta y formar parte del equipo ideal. Su primer gol de la temporada con el equipo de Anfield, llegaría en la 2.ª jornada, en un partido entre Liverpool y Manchester City que terminaría empatado 2 a 2, luego de que ejecutara un tiro libre cedido por Steven Gerrard.
En la 6.ª jornada de la liga, Suárez anotaría su segundo hat-trick en Premier League, ante el Norwich City, en un partido que terminaría 5 a 2 favorable a Liverpool y que sería la primera victoria del equipo rojo en esa temporada.
Curiosamente, el primer hat-trick que había anotado Suárez en la liga Premier, había sido contra el mismo Norwich, en la temporada anterior. En la 9.ª jornada anotaría el primer tanto del Derbi de Merseyside, que terminaría empatado 2 a 2, sumando así 3 goles en su cuenta personal contra el equipo azul.
Por la 12.ª jornada, Suárez anotaría un doblete ante el Wigan Athletic en un partido que sería favorable a los Reds por 3 a 0.
Paralelamente a su participación en la Premier League, Luis tendría su primera participación nacional con el Liverpool jugando la Liga Europa de la UEFA, además de defender a los Reds en la Copa de la Liga de Inglaterra y la FA Cup, pero sin los éxitos de la temporada anterior. En la Copa de la Liga, Liverpool se iría eliminado en octavos de final ante el Swansea City.
Por otro lado, en la FA Cup, el conjunto rojo se iría eliminado sorpresivamente en dieciseisavos de final ante el Oldham Athletic de la Football League One de Inglaterra (3.ª división).
En la Liga Europa de la UEFA la situación no sería muy diferente para el conjunto inglés.
Si bien Liverpool ganaría su respectivo grupo, se iría eliminado en los dieciseisavos de final en manos del Zenit San Petersburgo. A pesar de la eliminación, Luis estuvo a punto de darle la clasificación a su equipo en el partido de vuelta de la llave, anotando 2 goles de tiro libre que ayudarían a ganar al Liverpool por 3 a 1, pero que no le alcanzarían para seguir a la siguiente ronda por la regla del gol de visitante.
En la segunda rueda de la temporada, Luis anotaría dos dobletes consecutivos ante el Queens Park Rangers y el Sunderland por la 20.ª y 21.ª jornadas de la temporada, respectivamente.
Los dos encuentros terminaron 3 a 0 a favor del Liverpool. Con ambos dobletes, Suárez llegaría a los 15 goles en la liga, convirtiéndose en el futbolista uruguayo con más anotaciones en una temporada de Premier League, récord que ostentaba el exjugador uruguayo Gustavo Poyet, quién anotó 11 goles en las temporadas de 1998-99 y 2000-01 con Chelsea.
En la jornada 28.ª Luis igualaría otro récord, pues anotó su tercer hat-trick en Premier League, en la victoria de su equipo por 4 a 0 ante el Wigan Athletic.
Además de su triplete, Suárez llegaría a los 21 goles en la Premier, siendo el tercer jugador de la historia de Liverpool en anotar más de 20 goles en una misma temporada (antes lo habían logrado el inglés Robbie Fowler y el español Fernando Torres). En la jornada 29.ª, Luis sería partícipe en el fin del invicto de 12 partidos (con 5 victorias consecutivas) que tenía el Tottenham Hotspur. El salteño anotó el primer gol contra los Spurs, sin embargo, el conjunto de Londres daría vuelta el marcador para ponerse 2 a 1.
Los Reds empatarían el encuentro mediante el gol de Stewart Downing y en el epílogo, Suárez recibiría un balón en el área, lo acomodaría con la cabeza para perfilarse a rematar y le cometerían penal. Gerrard lo terminaría por convertir y sería victoria del Liverpool por 3 a 2. Con su tanto en ese partido, Suárez llegó a los 50 goles con el Liverpool, tras dos años en Anfield.
En la 34.ª jornada de la liga, en un partido entre Liverpool-Chelsea jugado en Anfield, vendría la gran polémica de la temporada, pues, muerde al defensa del equipo visitante Branislav Ivanović en una acción del partido en el minuto 73.
Sin embargo, los árbitros no advirtieron dicha situación, permitiendo a Suárez ser vital para que Liverpool empatara, primero asistiendo a Daniel Sturridge para anotar el empate transitorio del Liverpool (antes de la incidencia) y para que luego el propio Suárez decretara el empate final por 2 a 2 al minuto 90+6 con un certero cabezazo que el guardameta Petr Čech no pudo contener. Este sería el último gol de la temporada para Luis, debido a que el partido fue revisado a través de cámaras posteriormente y la Asociación de Fútbol de Inglaterra (FA) le imputó cargos de "conducta violenta" por el incidente con Ivanocić y le sancionó con 10 jornadas de suspensión.
A pesar de la dureza del castigo, el jugador tuvo la oportunidad de apelar a dicha sanción, sin embargo, decidió no hacerlo ya que este reconoció su error y no quiso causar una impresión errada a la hinchada del Liverpool apelando a una reducción de su castigo. Además, Suárez pediría disculpas públicamente y el jugador serbio las aceptaría. De esta manera Suárez culminaría con un total de 23 goles en 33 partidos jugados, con un promedio de gol de 0,70, quedando como vice goleador de la competición.
A pesar de los incidentes en los que Suárez se vio involucrado a finales del semestre, la PFA de Inglaterra, la cual previamente lo había seleccionado entre los seis candidatos a ser el jugador de la temporada, lo selecciona como parte del equipo ideal de la Premier League, quedando en la ofensiva junto a Robin van Persie y además recibe el premio al segundo mejor jugador de la temporada únicamente superado por el jugador galés Gareth Bale del club Tottenham Hotspur.
De esta manera Suárez terminaría con 30 goles en 44 partidos, siendo el goleador del equipo inglés por segunda temporada consecutiva.
Esto le valió ser nominado el mejor jugador del Liverpool, según una votación realizada en la página web oficial del club, superando a dos iconos Reds como Steven Gerrard y Jamie Carragher. En sus 44 partidos acumuló 3721 minutos jugados. Recibió 11 tarjetas amarillas y ninguna tarjeta roja.

#### Temporada 2013-14

##### Rumores de traspaso, conflictos con Liverpool y reconciliación (pretemporada)

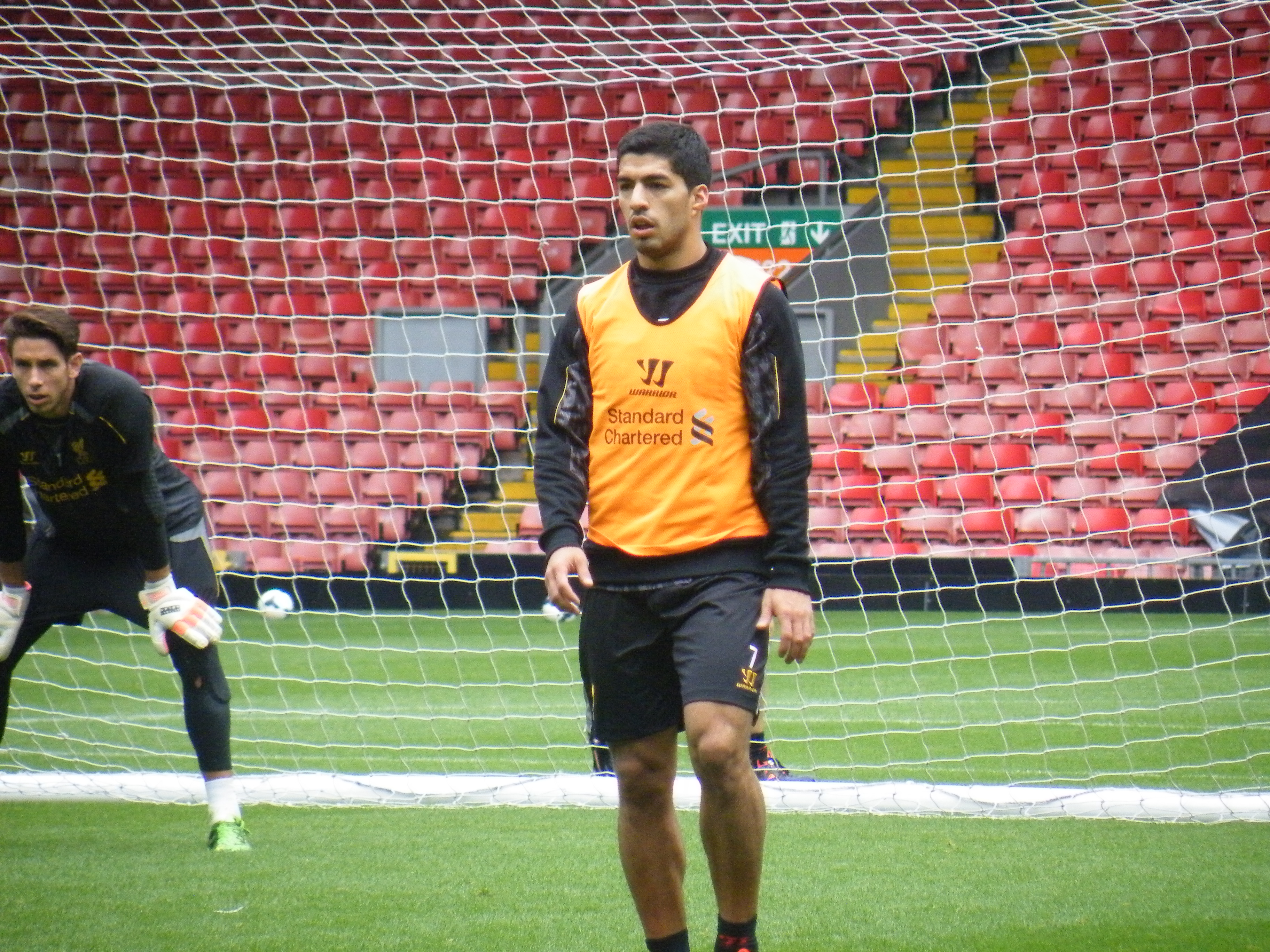
Luis Suárez en un entrenamiento con Liverpool en el Anfield, año 2013.

Durante la pretemporada diversos medios de prensa ingleses especularon sobre la salida de Suárez del club de Anfield. Sin embargo, no fue hasta el 30 de mayo de 2013 en que Suárez confirmó públicamente dichos rumores. Él declaró estar agradecido con el club y su hinchada, pero admitió no sentirse a gusto ahí por el trato de la prensa y periodistas del mismo país. A raíz de sus declaraciones, los medios de prensa especularon que Suárez podría emigrar de la isla británica para llegar a la península ibérica a jugar por el Real Madrid, sin embargo, Liverpool salió rápidamente a decir que no venderían a su jugador y que no bajarían su cotización de 47 millones de euros. El 8 de julio del mismo año, se hizo público que Liverpool rechazó una oferta del Arsenal por 35 millones de euros. Brendan Rodgers, técnico de Liverpool, volvió a reiterar que no venderían al jugador, pero que, si algún club pagaba los 47 millones de euros pedidos, Suárez posiblemente abandonaría Anfield. Arsenal, a unas semanas de que se le rechazara su primera oferta, realizó una segunda, llegando a ofrecer 40 millones de libras esterlinas (47 millones de euros), precio que había estipulado Liverpool para la venta de su jugador. Sin embargo, los Reds, rechazarían también la nueva oferta. El 7 de agosto, Suárez declaró a los diarios británicos The Guardian y The Daily Telegraph el expreso deseo que tenía de irse. Él declaró que en el contrato entre la institución y él estaba estipulado que, si no clasificaban a la Liga de Campeones de la correspondiente temporada, el club lo dejaría marchar. Concluyó sus declaraciones diciendo: «Me dieron su palabra hace un año y ahora quiero que cumplan. No es algo verbal con el entrenador sino algo que está escrito en el contrato. No es que quiera marcharme para hacer daño al Liverpool. Dicen que el Liverpool se merece más de mí, pero he marcado 50 goles en menos de cien partidos y ahora pueden doblar el dinero que pagaron por mí». Al día siguiente de sus declaraciones, Brendan Rodgers, decidió apartarlo de los entrenamientos del equipo. Rodgers consideró que las declaraciones del salteño habían sido una falta de respeto hacia el club y, por ello, decidió tomar dicha resolución. El mismo día de las declaraciones de Rodgers, el diario Daily Star dio a conocer que el equipo londinense estaría dispuesto a realizar una tercera oferta, esta vez por 51 millones de libras (60 millones de euros) la cual, si se hubiese concretado, hubiese sido la transferencia más cara de la historia del fútbol inglés. Horas más tarde, el presidente estadounidense del Liverpool John W. Henry declaró que Suárez no iba a ser vendido, fuese por la cifra que fuese a ningún club. Sentenció: «Es absurdo venderle a Suárez a Arsenal. No lo venderemos ni siquiera a un equipo extranjero porque ya no tenemos tiempo de conseguir un delantero de nivel para remplazarlo. Ya todos los equipos han realizado sus movimientos y no podemos reemplazarlo. De modo que no podemos vender a Luis y mucho menos a Arsenal». El 13 de agosto en su estadía en Japón, para disputar un amistoso contra la selección del mismo país, Suárez declaró al diario uruguayo «El Observador» que estaría decidiendo quedarse debido al apoyo de la hinchada del Liverpool durante esas últimas semanas. Además manifestó un posible alargue de contrato con la institución inglesa. Jugado el amistoso, retornaría a Inglaterra para hablar con Brendan Rodgers sobre su situación. Finalmente, el 16 de agosto, Suárez sería reincorporado a las prácticas del equipo, tras dialogar con su entrenador y pedir disculpas a sus compañeros. Al día siguiente, Rodgers afirmó estar satisfecho por la manera en que se había resuelto el asunto y afirmó que Suárez se sentía nuevamente contento estando en el club.

##### Récords y retorno a Europa (temporada)
Luis Suárez terminaría de cumplir los diez partidos de sanción que se le habían impuesto la temporada anterior y, al igual que cumplida la sanción por el castigo que recibió por el incidente de abuso racial, retornaría a jugar un partido completo de titular en el clásico inglés contra Manchester United, el 25 de septiembre de 2013 en un encuentro válido por la tercera ronda de la Copa de la Liga de Inglaterra o también conocida como Carling Cup. Liverpool perdería 1 a 0 y Suárez tendría una de las ocasiones de gol más claras del partido al estrellar un tiro libre contra el travesaño. Cuatro días más tarde, haría su debut en la Premier League de la correspondiente temporada, por la 6.ª fecha ante el Sunderland en condición de visitante. En dicho partido anotó un doblete, dedicándole ambos goles a Benjamín, su hijo recién nacido. En la fecha siguiente, jugada el 5 de octubre de 2013, volvería a anotar, esta vez, contra el Crystal Palace en la victoria del Liverpool por 3 a 1 en condición de local. Este sería su primer gol en Anfield desde que anotara ahí por última vez el 21 de abril del mismo año. Por la 8.ª fecha jugaría su partido número cien con los Reds. Sería en el empate 2 a 2 frente a Newcastle en donde le cometerían un penal permitiendo que Steven Gerrard, ejecutor del mismo, convirtiera su gol número cien en Premier League, además de dar una asistencia a Daniel Sturridge para que convirtiera el segundo gol de su equipo. Por la 10.ª fecha, anotaría su primer hat-trick de la temporada y el cuarto desde que juega en Inglaterra, contra el West Bromwich Albion, uno de los pocos equipos a los que nunca había conseguido anotar por Premier League. Por la 12.ª fecha, jugaría el derbi ante Everton el cual, terminaría igualado a tres. Suárez convirtió el segundo gol de su equipo mediante la ejecución de un tiro libre, sumando, de esta manera, cuatro goles en total frente a uno de los máximos rivales de Liverpool. Por la 14.ª jornada, anotaría su primer póker de goles jugando en Premier League y el quinto de su carrera. Fue en la victoria del Liverpool por 5 a 1 frente al Norwich City. Además, con sus cuatro goles, se convirtió en el primer jugador de la historia de la Premier League en anotar tres hat-tricks, o más goles en el caso del tercer partido, por tres veces a un mismo equipo (Norwich). Antes lo había logrado en las temporadas 2011/12 y 2012/13. En las siguientes tres fechas, anotaría tres dobletes consecutivos ante West Ham United, Tottenham Hotspur y Cardiff City, en las victorias de Liverpool por 4 a 1, 5 a 0, y 3 a 1, respectivamente. En el partido ante los Spurs, sería designado, por primera vez, capitán del Liverpool jugando por Premier League. Además, con su doblete en el mismo encuentro, se convirtió en el máximo anotador uruguayo de la historia de la Premier League, con 55 goles, superando a Gustavo Poyet quien se retiró con una cifra menos.
Por otra parte, sus cuatro partidos consecutivos anotando goles, le harían romper dos récords más en Premier League; se convertiría en el primer jugador en anotar dos o más goles en cuatro partidos consecutivos y se convertiría en el jugador con más goles en un mes de calendario, superando la marca de ocho goles que ostentaba el jugador australiano Mark Viduka. El 16 de diciembre de 2013, fue elegido el mejor jugador del año por la «Football Supporters Federation» (FSF por sus siglas en inglés) en donde más de 500.000 aficionados de Inglaterra y Gales votan para determinar al ganador. El 20 de diciembre del mismo año, firmaría un nuevo contrato con Liverpool, el cual lo mantendría en Anfield hasta 2018 y lo convertiría en el jugador red mejor pagado de la historia.
Culminaría el año siendo nombrado el mejor jugador del mes de diciembre de la Premier League.
El 1 de enero de 2014, anotaría, en lo que iba de temporada, su vigésimo gol en Premier League ante el Hull City. Con dicho gol, Suárez se convirtió en el primer jugador de Liverpool en anotar veinte o más goles en liga por dos temporadas consecutivas, desde que Robbie Fowler lo hiciera en las temporadas 1994/95 y 1995/96. Además, superó el récord de Kevin Phillips como el jugador que necesitó menos partidos para llegar a los veinte goles. Phillips marcó veinte goles en la temporada 1999/00 con veintiún partidos jugados, mientras que Suárez logró este hito con seis partidos menos jugados. Por último, igualó el récord de Andy Cole en anotar los veinte goles en la fecha del calendario más temprano. Cole también anotó su vigésimo gol el día de año nuevo, en la temporada 1993/94, pero esto fue después de veintitrés partidos y en una temporada de cuarenta y dos partidos. El 5 de enero debutaría contra el Oldham Athletic en la tercera ronda de la FA Cup, aunque solo ingresaría en los trece minutos finales del encuentro. En dicha copa, Liverpool se iría eliminado en los octavos de final en manos del Arsenal, en un partido que terminaría 2 a 1 y donde a Suárez le cometerían un penal que Gerrard cambiaría por gol. Suárez jugó tres partidos por la competición, aunque sin convertir ningún gol. Por la 23.ª fecha de la Premier League, volvería a anotar un gol en el derbi ante Everton, llegando a veintitrés goles y, de esta manera, igualaría la cantidad de goles que había anotado en Premier League la temporada anterior. Es a partir de aquí en que Suárez comenzaría a vivir una sequía goleadora que lo mantendría alejado de las redes durante cinco fechas. Sin embargo, durante esos partidos, Suárez desarrollaría su faceta asistidora, sirviendo varios goles principalmente a su compañero de ataque, Daniel Sturridge quedando incluso, de manera parcial, como el máximo asistente de la competición. Se reencontraría con el gol en la fecha 28.ª ante el Southampton. Dicho partido sería, además, el número cien que Suárez jugaría defendiendo a los Reds en Premier League. Con su tanto en este partido, Suárez rompió un nuevo récord, pues, se convirtió en el jugador del continente americano que más goles anotó en una temporada de Premier League, superando a los jugadores argentinos Carlos Tévez y Sergio Agüero, quienes anotaron veintitrés goles en las temporadas 2009/10 y 2011/12, respectivamente. Por la siguiente fecha, Suárez jugaría el clásico inglés ante el Manchester United en Old Trafford. Liverpool ganaría 3 a 0 y Suárez terminaría de cerrar la goleada en favor de su equipo. Este fue su segundo gol contra el equipo de Mánchester. Por la 31.ª fecha, anotaría nuevamente un hat-trick, siendo el quinto que anota desde que juega en Inglaterra, esta vez ante el Cardiff City. Con sus tres goles en ese partido, Suárez igualó el récord de veintiocho goles que ostentaba Robbie Fowler como el máximo anotador de Liverpool en una temporada de Premier League. Suárez superaría ese récord en la fecha siguiente con su gol ante el Tottenham Hotspur.
El 11 de abril sería nombrado, junto con su compañero de equipo Steven Gerrard, como el jugador del mes de marzo de la Premier League, siendo la segunda vez que obtendría dicho reconocimiento durante la temporada. El 18 de abril, Suárez sería nominado, por segunda temporada consecutiva, como uno de los seis jugadores a ganar el premio PFA al jugador del año. Por la 35.ª fecha, con su tanto ante el Norwich City, llegaría a los treinta goles en liga, siendo el primer jugador de Liverpool en llegar a esa cantidad, desde que Ian Rush lo lograra en la temporada 1986-87. Además, se convirtió en el séptimo jugador de la historia de la competición en anotar, al menos, treinta goles durante una temporada. Ya lo habían conseguido, en orden cronológico, Andy Cole, Alan Shearer, Kevin Phillips, Thierry Henry, Cristiano Ronaldo y Robin van Persie.
Finalmente acabó la temporada logrando la Bota de Oro al lograr 31 tantos, los mismos que Cristiano Ronaldo.

### F. C. Barcelona

#### Temporada 2014-15: Inicios en Barcelona y Champions League

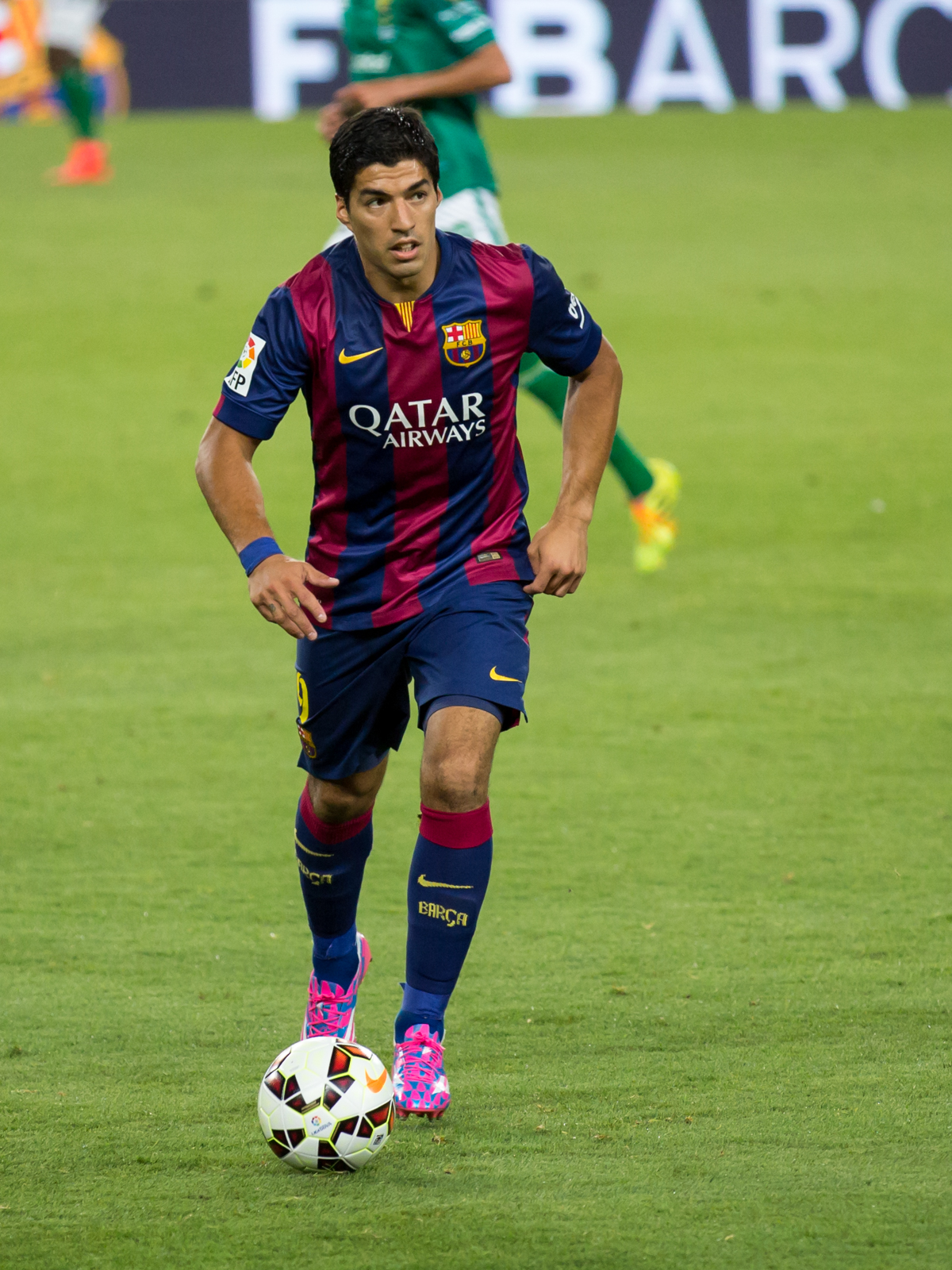
Suarez jugando para el FC Barcelona en un partido que le enfrentó al Club León (de la ciudad de León, Guanajuato, México)

Tras fuertes rumores de su posible fichaje por el Real Madrid C. F. o el F. C. Barcelona, finalmente el club catalán se hizo con los servicios del uruguayo tras llegar a un acuerdo con el Liverpool F. C. por 81 millones de euros.
Tras el incidente de Suárez con Chiellini en el Mundial de Brasil, el uruguayo fue sancionado con 4 meses y 9 partidos con la selección charrúa, debido a esto no pudo ser presentado como azulgrana ni siquiera poder entrenarse con sus compañeros hasta el 26 de octubre de 2014, por lo que el F. C. Barcelona recurrió la sanción al Tribunal de Arbitraje Deportivo, y tras una semana de deliberación, el 14 de agosto la organización decidió mantenerle la sanción, pero permitirle entrenar y jugar partidos no oficiales, tanto con su club como con la selección uruguaya.
Su debut oficial se produjo, el 25 de octubre, en el Estadio Santiago Bernabéu en El Clásico ante el Real Madrid.
Debutó en el Camp Nou como azulgrana, el 18 de agosto, en el Trofeo Joan Gamper frente el Club León saltando al campo en el minuto 75'.
Su presentación ante los medios de prensa se realizó al día siguiente, tras haber sido oficial su fichaje desde hacía más de un mes.
Tras una serie de partidos, en los cuales aportó varias asistencias, el 25 de noviembre logró marcar su primer gol en la victoria 0-4 frente al APOEL F. C. en Liga de Campeones.
Marcó su primer gol en La Liga, el 20 de diciembre de 2014, frente al Córdoba C. F., en la victoria culé por 5 a 0 en el Camp Nou. Su primer tanto en Copa del Rey fue frente al Elche C. F., el 8 de enero de 2015.
El 24 de febrero, en el partido de ida contra el Manchester City de Liga de Campeones, Suárez marcó los dos goles del equipo (1-2), siendo este su primer doblete con el equipo catalán.
El 22 de marzo marcó el definitivo 2-1 en la victoria culé, en El Clásico, ante Real Madrid C. F. de la 28.ª jornada de Liga.
En el partido contra el París Saint-Germain de cuartos de final de Liga de Campeones, Suárez marcó de nuevo dos goles siendo determinante en la victoria del equipo catalán por 1 a 3.
El 2 de mayo convirtió su primer hat-trick frente al Córdoba C. F., en la 35° jornada de la La Liga, en la goleada azulgrana por 0 a 8.
El 6 de junio, en la final de la Liga de Campeones contra la Juventus de Turín, marcó el gol que suponía el 1-2, siendo decisivo para que el Barça lograse su quinta Copa de Europa y su segundo triplete.

#### Temporada 2015-16: Campeón de Supercopa de Europa y Bota de Oro

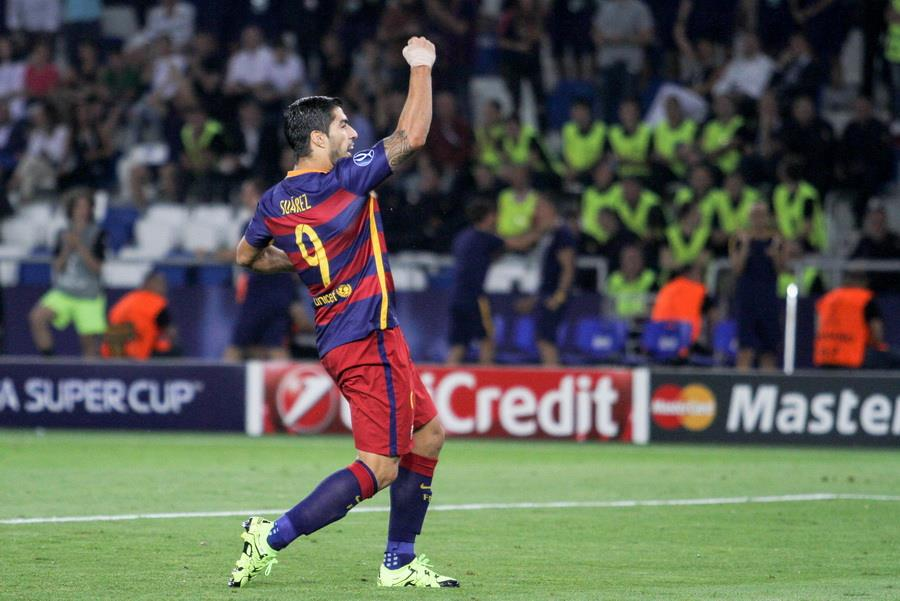
Suárez con el Barça en 2015.

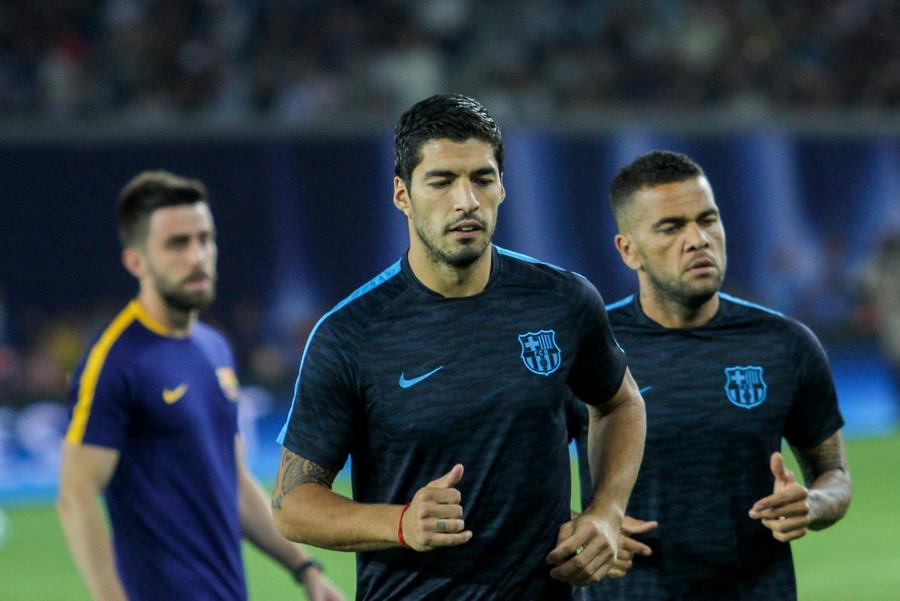
Suarez con Dani Alves entrenando en el Barcelona en la UEFA Super Cup 2015.

El 11 de agosto anotó uno de los goles en la final de la Supercopa de Europa ante el Sevilla, que acabó con victoria blaugrana en la prórroga (5-4).
El 31 de octubre de 2015, anotó ante el Getafe el gol 300 de su carrera profesional.
El 21 de noviembre logró un doblete en la victoria por 0 a 4 ante el Real Madrid.
El 17 de diciembre de 2015, jugó su primer partido del mundial de clubes contra Guangzhou Evergrande Football Club, campeón de Asia, y marcó un hat-trick, llevando al Barcelona a jugar la final contra River Plate, partido en el que marcó dos goles más, lo cual llevó al club catalán a ser campeón del Mundial de Clubes.
El 3 de febrero marcó cuatro tantos en la goleada por 7 a 0 ante el Valencia en la ida de semifinales de Copa del Rey.
En las últimas cinco jornadas de Liga, el delantero uruguayo anotó catorce tantos (cuatro tantos ante Deportivo y Sporting de Gijón, un gol ante el Betis, dos goles ante el Espanyol y tres tantos ante el Granada).
Este registro permitió al delantero ganar la Bota de Oro con 40 tantos en Liga, además de ayudar al equipo a revalidar el título liguero.

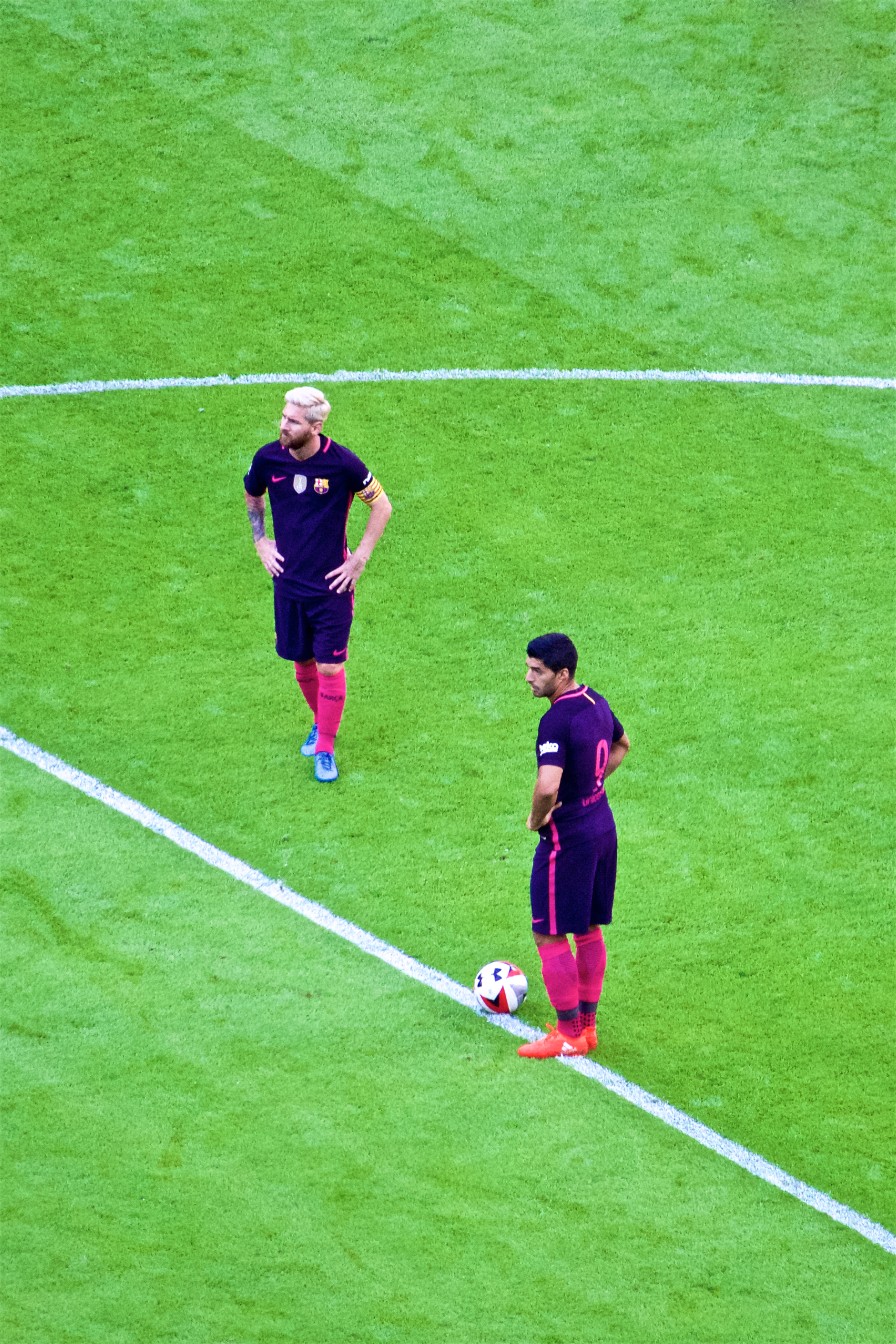
Suárez en Barcelona junto a Messi, año 2016.

#### Temporada 2016-17: Palmarés nacionales: Supercopa de España y Copa del Rey 16-17
El 14 de agosto, en el primer partido de la temporada, marcó uno de los goles en la final de la Supercopa de España ante el Sevilla por 0 a 2.
El 20 de agosto marcó un hat-trick en la victoria por 6 a 2, en el primer partido de Liga, ante el Real Betis.
En el mes de febrero logró dos de los tres tantos del equipo y, además, fue expulsado en la eliminatoria de semifinales de la Copa del Rey ante el Atlético de Madrid por lo que no pudo disputar la final de la misma.
El 8 de marzo marcó el primero de los goles en la histórica remontada ante el PSG (6-1) en los octavos de final de la Liga de Campeones.

#### Temporada 2017-18: Campeón de Copa del Rey 2017-18
El 14 de octubre logró su primer tanto en el recién estrenado Estadio Metropolitano ante el Atlético de Madrid (1-1).
El 23 de diciembre logró su gol número 400 como profesional en la victoria por 0 a 3 ante el Real Madrid.
El 14 de enero de 2018 logró un doblete en la victoria por 2 a 4 ante la Real Sociedad, ayudando así a la primera victoria blaugrana en Anoeta desde 2007.
El 24 de febrero logró su primer hat-trick de la temporada en la victoria por 6 a 1 ante el Girona.
El 21 de abril disputó su tercera final de Copa del Rey, consiguiendo un doblete que ayudó a derrotar al Sevilla por 5 a 0.

#### Temporada 2018-19: Campeón de LaLiga 2018-19

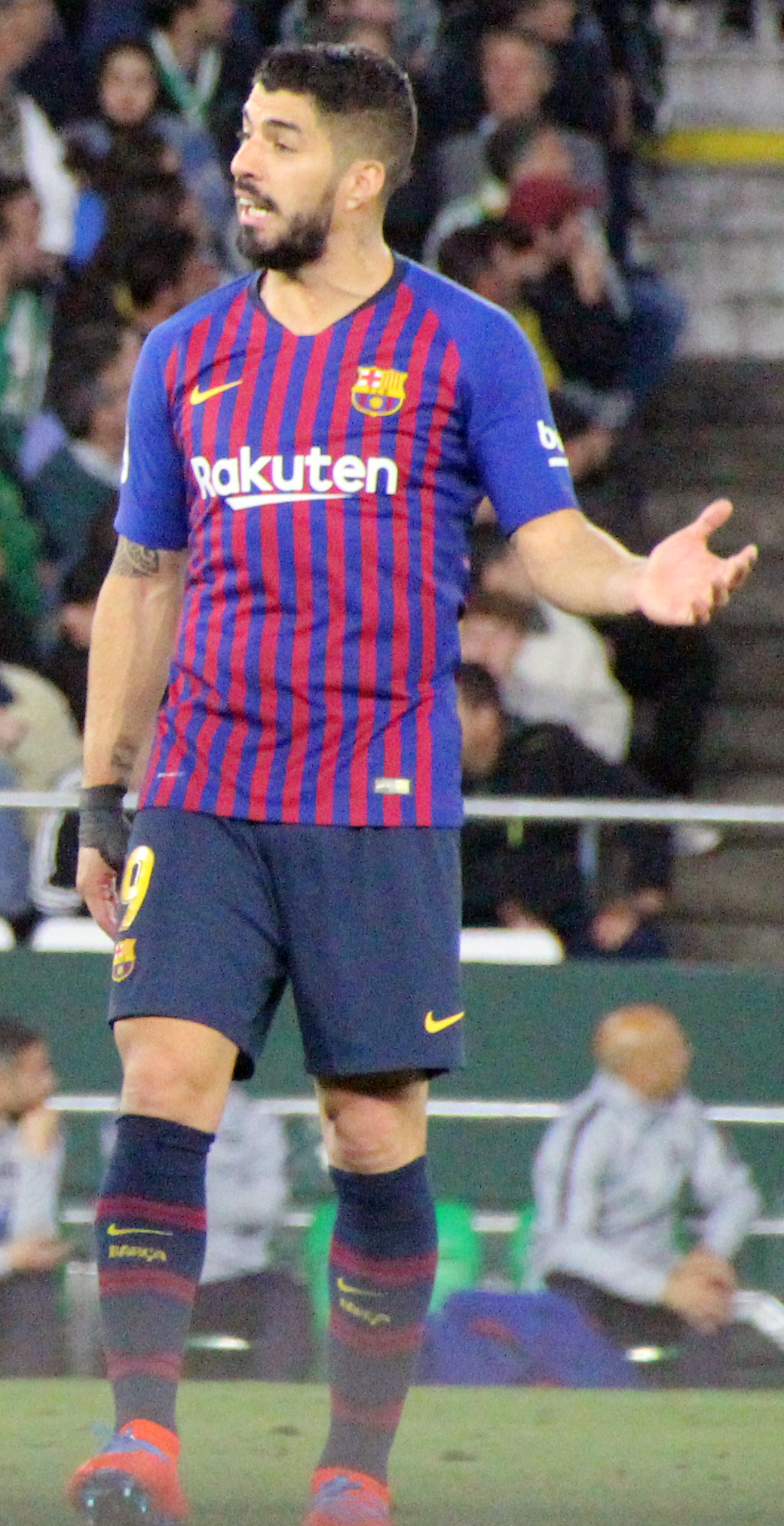
Luis Suárez, jugando con el FC Barcelona en el año 2019.

El 15 de septiembre marcó el primero de los goles en la victoria por 1 a 2 ante la Real Sociedad.
El 28 de octubre logró un hat-trick ante el Real Madrid en la goleada por 5 a 1 en la décima jornada, alcanzando así la cifra de nueve tantos anotados ante el máximo rival en apenas nueve partidos y en el octavo jugador blaugrana en anotar tres tantos al equipo blanco en Liga.
El 6 de febrero anotó un doblete en el Estadio Santiago Bernabéu (0-3), el segundo de ellos de penalti a lo Panenka, en la vuelta de semifinales de Copa del Rey que dio el pase a la final al conjunto catalán.
El 2 de abril puso el empate a cuatro definitivo frente al Villarreal CF, en un encuentro que el club blaugrana perdía por 4 a 2 en el minuto 89.
Cuatro días después marcó el primer tanto en el minuto 85 en el triunfo por 2 a 0, ante el Atlético de Madrid, que sentenció el título de Liga.
El 1 de mayo marcó el primer tanto en la ida de semifinales de la Liga de Campeones frente al Liverpool, que acabó con victoria culé (3-0).

#### Temporada 2019-20: Última temporada y goles
El 28 de septiembre abrió el marcador frente al Getafe (0-2), en la séptima jornada, al aprovechar un pase de Marc-André ter Stegen y que sirvió para conseguir la primera victoria a domicilio en Liga.
Cuatro días después marcó un doblete ante el Inter de Milán (2-1), logrando así remontar el partido y obtener la primera victoria en la fase de grupos de Liga de Campeones.

### Atlético de Madrid

#### Temporada 2020-21: Inicios y Campeón de LaLiga 2020-21

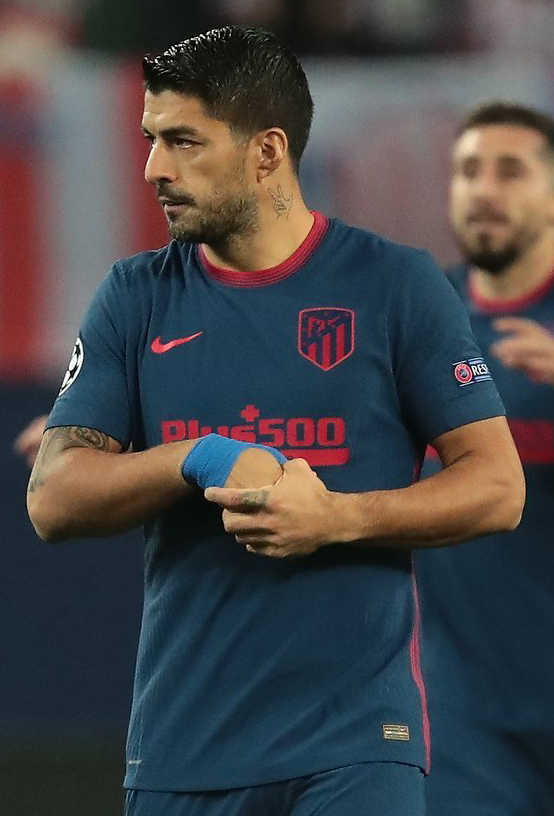
Suárez jugando con el Atlético en 2020 por Champions League

El 23 de septiembre de 2020 puso fin a su etapa como azulgrana tras llegar a un acuerdo con el Atlético de Madrid a cambio de seis millones de euros en variables.
Suárez se acomodo rápidamente al equipo, materializando en su debut dos goles y una asistencia, en un partido que acabaría 6-1 contra el Granada.
El uruguayo acabó la temporada con un total de 21 goles, pese a tener que pasar por una lesión que le impidió disputar parte de la temporada.
Una vez recuperado, convirtió un agónico gol en la penúltima jornada de liga contra el Club Atlético Osasuna, para darle la victoria y mantener la punta del Atlético, que había empezado perdiendo 0-1.
Tras un gol de Renan Lodi en el 82’ el Atlético necesitaba otro gol para mantener el liderato, frente a un Real Madrid que estaba ganando su partido correspondiente y se convertía en líder momentáneo.
Con un centro raso de Yannick Carrasco al corazón del área Luis Suárez remataba para marcar en el 88’ el 2-1, desatando la locura entre sus compañeros de equipo.
Así el Atlético de Madrid llegaba líder a la última jornada de liga, enfrentándose a un Valladolid que se jugaba el descenso.
Tras un primer gol del equipo vallisoletano, Correa lograba igualar el marcador con un gol de puntín.
No obstante el empate duraría poco puesto que Suárez, tras un fallo de un jugador del Valladolid, lograba marcar el 1-2 que daba la victoria a su equipo, y con ello el título de Liga Santander 2020-21.
Así pues el Atlético de Madrid se proclama campeón 6 años después de su última liga, quedando en segundo lugar el Real Madrid, al que de nada sirvió remontar su partido.

#### Temporada 2021-22: Goles, desempeño en Champions League y fin de contrato
El día 15 de agosto el “Pistolero” arrancaba contra el Celta de Vigo su segunda temporada en el club rojiblanco, logrando 14 días después su primer gol de la temporada ante el Villarreal.
El 2 de octubre Lucho se enfrentaba contra su antiguo equipo, el Barcelona, partido que acabaría 2-0 a favor del club madrileño, dando una asistencia y marcando un gol en el que dejaría una pulla hacia el expresidente blaugrana Josep Maria Bartomeu (realizando el gesto de una llamada telefónica).
Finalmente Luis acabaría la temporada con 11 goles en liga (13 en total), quedando 3.º en Liga y llegando a cuartos de final en la Champions League. A pesar de su corta estancia en el club el uruguayo era despedido por todo lo alto en la penúltima jornada de liga (ante el Sevilla FC con un resultado de 1-1) en el Estadio Metropolitano, inclusive una pancarta que decía “Gracias Lucho por hacernos campeones” era mostrada en el minuto 54’ en el fondo sur.
Con el pitido final arrancó el homenaje al delantero charrúa y a Héctor Herrera, que también se despedía del club ese mismo año.
Junto a su familia, Suárez era aplaudido por sus compañeros mientras le hacían un pasillo, y un vídeo era mostrado en los video marcadores para resumir su paso por el club. A continuación y tras ser coreado su nombre por la afición rojiblanca, el delantero uruguayo dedicaba entre lágrimas unas palabras para los presentes.

"Agradecer a todos los hinchas del Atlético. No voy a olvidar el cariño que me brindaron desde que llegué, y día a día en la calle tras no poder disfrutar con la gente la temporada pasada. Intenté devolverlo en el campo, me entregué al 200% a un club que me abrió las puertas. Me llevo al Atlético en mi corazón. Aúpa Atleti"
Luis Suárez  en el Wanda Metropolitano 

Terminaba así una corta pero fructífera etapa para el charrúa, que tal y como aseguró contó con el calor de la afición desde el día uno.

### Nacional
Tras confirmar que no continuaría en el Atlético de Madrid, Luis Suárez recibió un gran abanico de ofertas, entre las que se encontraba la modesta propuesta del Nacional uruguayo, su primera casa.
Tras varios días de especulación, y luego de una importante movida de sus hinchas que repercutió a nivel mundial, Suárez terminó anunciando que tenía un acuerdo con el Bolso. En su nueva etapa en el Club Nacional de Football, tendrá contrato hasta diciembre, de manera de estar unos meses preparándose para la Copa del Mundo de 2022, y luego buscar otros desafíos deportivos.
El 30 de Octubre se consagraría campeón del Campeonato Uruguayo, donde marcaría un doblete en la final ante Liverpool.

### Grêmio
El 31 de diciembre de 2022 Luis Suárez confirmó su fichaje a Gremio.“Preparado para este hermoso reto en Gremio, con muchas ganas de estar allí y disfrutar”, escribió Luis Suárez en sus redes sociales.

### Inter Miami

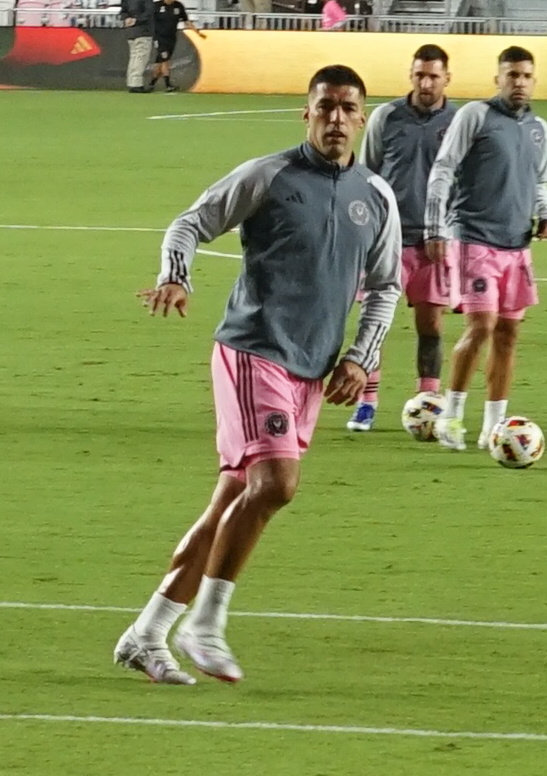
Suárez entrenando con el Inter de Miami en 2024

El 22 de diciembre de 2023, el Inter Miami anunció el fichaje de Suárez.
El contrato es válido por una temporada.
Suárez llegó a inter gracias a su amistad con Lionel Messi, el cual trajo a varios jugadores que ya miraban al retiro como Busquets o Alba, reformando el "Club de Messi"
Según el periodista Fabrizio Romano, hay un acuerdo para una posible renovación por una temporada más.

## Selección nacional

### Detalles de sus participaciones
| Partidos | Partidos        | Partidos                  | Partidos                 | Partidos                   | Partidos                                                 | Partidos               | Partidos                                       | Partidos | Partidos                    | Partidos                 |
| N.º      | Rival           | Resultado                 | Fecha                    | Lugar                      | Competencia                                              | Goles                  | Asistencias                                    | Tarjetas | Cambio                      | DT                       |
| -------- | --------------- | ------------------------- | ------------------------ | -------------------------- | -------------------------------------------------------- | ---------------------- | ---------------------------------------------- | -------- | --------------------------- | ------------------------ |
| 1        | Colombia        | 3:1 (1:0)                 | 7 de febrero de 2007     | Cúcuta · Colombia          | Amistoso                                                 | -                      | -                                              | 84'      | -                           | Óscar Washington Tabárez |
| 2        | Sudáfrica       | 0:0 (0:0)                 | 12 de septiembre de 2007 | Johannesburgo Sudáfrica    | Amistoso                                                 | -                      | -                                              | -        | -                           | Óscar Washington Tabárez |
| 3        | Bolivia         | 5:0 (2:0)                 | 13 de octubre de 2007    | Montevideo · Uruguay       | Eliminatorias Mundial 2010 (1.ª fecha)                   | 5'                     | -                                              | -        | 66' por Vicente Sánchez     | Óscar Washington Tabárez |
| 4        | Paraguay        | 0:1 (0:1)                 | 17 de octubre de 2007    | Asunción Paraguay          | Eliminatorias Mundial 2010 (2.ª fecha)                   | -                      | -                                              | -        | 63' por Vicente Sánchez     | Óscar Washington Tabárez |
| 5        | Chile           | 2:2 (1:0)                 | 18 de noviembre de 2007  | Montevideo · Uruguay       | Eliminatorias Mundial 2010 (3.ª fecha)                   | 42'                    | 81'a Sebastián Abreu                           | -        | -                           | Óscar Washington Tabárez |
| 6        | Brasil          | 1:2 (1:1)                 | 21 de noviembre de 2007  | San Pablo · Brasil         | Eliminatorias Mundial 2010 (4.ª fecha)                   | -                      | -                                              | 23'      | 71' por Vicente Sánchez     | Óscar Washington Tabárez |
| 7        | Colombia        | 2:2 (0:1)                 | 6 de febrero de 2008     | Montevideo · Uruguay       | Amistoso                                                 | 86'                    | -                                              | 54'      | -                           | Óscar Washington Tabárez |
| 8        | Turquía         | 3:2 (1:1)                 | 25 de mayo de 2008       | Bochum · Alemania          | Amistoso                                                 | 31' (pen.) · 77'       | -                                              | -        | -                           | Óscar Washington Tabárez |
| 9        | Noruega         | 2:2 (1:0)                 | 28 de mayo de 2008       | Oslo · Noruega             | Amistoso                                                 | 43'                    | -                                              | -        | -                           | Óscar Washington Tabárez |
| 10       | Venezuela       | 1:1 (1:0)                 | 14 de junio de 2008      | Montevideo · Uruguay       | Eliminatorias Mundial 2010 (5.ª fecha)                   | -                      | -                                              | -        | 64' por Vicente Sánchez     | Óscar Washington Tabárez |
| 11       | Perú            | 6:0 (2:0)                 | 17 de junio de 2008      | Montevideo · Uruguay       | Eliminatorias Mundial 2010 (6.ª fecha)                   | -                      | -                                              | -        | 72' por Ignacio González    | Óscar Washington Tabárez |
| 12       | Japón           | 3:1 (0:0)                 | 20 de agosto de 2008     | Sapporo Japón              | Amistoso                                                 | -                      | 82'a Ignacio González                          | -        | 83' por Jorge Rodríguez     | Óscar Washington Tabárez |
| 13       | Colombia        | 1:0 (1:0)                 | 6 de septiembre de 2008  | Bogotá · Colombia          | Eliminatorias Mundial 2010 (7.ª fecha)                   | -                      | -                                              | -        | 67' por Vicente Sánchez     | Óscar Washington Tabárez |
| 14       | Ecuador         | 0:0 (0:0)                 | 10 de septiembre de 2008 | Montevideo · Uruguay       | Eliminatorias Mundial 2010 (8.ª fecha)                   | -                      | -                                              | -        | 60' por Ignacio González    | Óscar Washington Tabárez |
| 15       | Argentina       | 1:2 (1:2)                 | 11 de octubre de 2008    | Buenos Aires Argentina     | Eliminatorias Mundial 2010 (9.ª fecha)                   | -                      | 39'a Diego Lugano                              | 50'      | -                           | Óscar Washington Tabárez |
| 16       | Francia         | 0:0 (0:0)                 | 19 de noviembre de 2008  | Saint-Denis Francia        | Amistoso                                                 | -                      | -                                              | -        | 69' por Sebastián Abreu     | Óscar Washington Tabárez |
| 17       | Libia           | 3:2 (1:1)                 | 11 de febrero de 2009    | Trípoli Libia              | Amistoso                                                 | -                      | 70'a Jorge Martínez                            | 41'      | -                           | Óscar Washington Tabárez |
| 18       | Paraguay        | 2:0 (1:0)                 | 28 de marzo de 2009      | Montevideo · Uruguay       | Eliminatorias Mundial 2010 (11.ª fecha)                  | -                      | 28'a Diego Forlán 56'a Diego Lugano            | -        | -                           | Óscar Washington Tabárez |
| 19       | Chile           | 0:0 (0:0)                 | 1 de abril de 2009       | Santiago · Chile           | Eliminatorias Mundial 2010 (12.ª fecha)                  | -                      | -                                              | -        | -                           | Óscar Washington Tabárez |
| 20       | Brasil          | 0:4 (0:2)                 | 6 de junio de 2009       | Montevideo · Uruguay       | Eliminatorias Mundial 2010 (13.ª fecha)                  | -                      | -                                              | -        | 73' por Edinson Cavani      | Óscar Washington Tabárez |
| 21       | Venezuela       | 2:2 (0:1)                 | 10 de junio de 2009      | Puerto Ordaz · Venezuela   | Eliminatorias Mundial 2010 (14.ª fecha)                  | 61'                    | -                                              | -        | 67' por Sebastián Abreu     | Óscar Washington Tabárez |
| 22       | Argelia         | 0:1 (0:0)                 | 12 de agosto de 2009     | Argel Argelia              | Amistoso                                                 | -                      | -                                              | -        | 82' por Sebastián Fernández | Óscar Washington Tabárez |
| 23       | Perú            | 0:1 (0:0)                 | 5 de septiembre de 2009  | Lima · Perú                | Eliminatorias Mundial 2010 (15.ª fecha)                  | -                      | -                                              | -        | -                           | Óscar Washington Tabárez |
| 24       | Colombia        | 3:1 (1:0)                 | 9 de septiembre de 2009  | Montevideo · Uruguay       | Eliminatorias Mundial 2010 (16.ª fecha)                  | 6'                     | -                                              | -        | 90' por Sebastián Abreu     | Óscar Washington Tabárez |
| 25       | Ecuador         | 2:1 (0:0)                 | 10 de octubre de 2009    | Quito · Ecuador            | Eliminatorias Mundial 2010 (17.ª fecha)                  | 68'                    | -                                              | -        | 83' por Edinson Cavani      | Óscar Washington Tabárez |
| 26       | Argentina       | 0:1 (0:0)                 | 14 de octubre de 2009    | Montevideo · Uruguay       | Eliminatorias Mundial 2010 (18.ª fecha)                  | -                      | -                                              | -        | 77' por Sebastián Abreu     | Óscar Washington Tabárez |
| 27       | Costa Rica      | 1:0 (1:0)                 | 14 de noviembre de 2009  | San José · Costa Rica      | Repechaje Mundial 2010 (Partido de ida)                  | -                      | -                                              | 78'      | 79' por Sebastián Fernández | Óscar Washington Tabárez |
| 28       | Costa Rica      | 1:1 (0:0)                 | 18 de noviembre de 2009  | Montevideo · Uruguay       | Repechaje Mundial 2010 (Partido de vuelta)               | -                      | -                                              | -        | 66' por Sebastián Abreu     | Óscar Washington Tabárez |
| 29       | Suiza           | 3:1 (1:1)                 | 3 de marzo de 2010       | San Galo · Suiza           | Amistoso                                                 | 49'                    | -                                              | -        | 62' por Edinson Cavani      | Óscar Washington Tabárez |
| 30       | Israel          | 4:1 (2:1)                 | 26 de mayo de 2010       | Montevideo · Uruguay       | Amistoso                                                 | -                      | 36'a Álvaro Pereira                            | -        | 62' por Edinson Cavani      | Óscar Washington Tabárez |
| 31       | Francia         | 0:0 (0:0)                 | 11 de junio de 2010      | Ciudad del Cabo Sudáfrica  | Grupo A Copa del Mundo 2010                              | -                      | -                                              | -        | 73' por Sebastián Abreu     | Óscar Washington Tabárez |
| 32       | Sudáfrica       | 3:0 (1:0)                 | 14 de junio de 2010      | Pretoria Sudáfrica         | Grupo A Copa del Mundo 2010                              | -                      | 80'a Diego Forlán (pen.) 90+5'a Álvaro Pereira | -        | -                           | Óscar Washington Tabárez |
| 33       | México          | 1:0 (1:0)                 | 22 de junio de 2010      | Rustenburgo Sudáfrica      | Grupo A Copa del Mundo 2010                              | 43'                    | -                                              | -        | 85' por Álvaro Fernández    | Óscar Washington Tabárez |
| 34       | Corea del Sur   | 2:1 (1:0)                 | 26 de junio de 2010      | Puerto Elizabeth Sudáfrica | Octavos de final Copa del Mundo 2010                     | 8' · 80'               | -                                              | -        | 84' por Álvaro Fernández    | Óscar Washington Tabárez |
| 35       | Ghana           | 1:1 (1:1, 0:1) (4:2 pen.  | 2 de julio de 2010       | Johannesburgo Sudáfrica    | Cuartos de final Copa del Mundo 2010                     | -                      | -                                              | 120+1'   | -                           | Óscar Washington Tabárez |
| 36       | Alemania        | 2:3 (1:1)                 | 10 de julio de 2010      | Puerto Elizabeth Sudáfrica | Definición del tercer lugar Copa del Mundo 2010          | -                      | 28'a Edinson Cavani                            | -        | -                           | Óscar Washington Tabárez |
| 37       | Indonesia       | 7:1 (2:1)                 | 8 de octubre de 2010     | Yakarta Indonesia          | Amistoso                                                 | 43' · 54' · 69' (pen.) | 58'a Sebastián Eguren                          | -        | -                           | Óscar Washington Tabárez |
| 38       | China           | 4:0 (0:0)                 | 12 de octubre de 2010    | Wuhan China                | Amistoso                                                 | -                      | -                                              | -        | 90' por Gastón Ramírez      | Óscar Washington Tabárez |
| 39       | Chile           | 0:2 (0:1)                 | 17 de noviembre de 2010  | Santiago · Chile           | Amistoso                                                 | -                      | -                                              | -        | 46' por Cristian Rodríguez  | Óscar Washington Tabárez |
| 40       | Alemania        | 1:2 (0:2)                 | 29 de mayo de 2011       | Sinsheim · Alemania        | Amistoso                                                 | -                      | -                                              | 86'      | -                           | Óscar Washington Tabárez |
| 41       | Países Bajos    | 1:1 (0:0) (4:2 pen.)      | 8 de junio de 2011       | Montevideo · Uruguay       | Amistoso                                                 | 82'                    | -                                              | -        | 88' por Álvaro Pereira      | Óscar Washington Tabárez |
| 42       | Estonia         | 3:0 (1:0)                 | 23 de junio de 2011      | Rivera · Uruguay           | Copa 100 Años del Banco de Seguros del Estado (Amistoso) | -                      | -                                              | -        | 72' por Álvaro González     | Óscar Washington Tabárez |
| 43       | Perú            | 1:1 (1:1)                 | 4 de julio de 2011       | Santa Fe Argentina         | Grupo C Copa América                                     | 45+1'                  | -                                              | -        | -                           | Óscar Washington Tabárez |
| 44       | Chile           | 1:1 (0:0)                 | 8 de julio de 2011       | Mendoza Argentina          | Grupo C Copa América                                     | -                      | 54'a Álvaro Pereira                            | 38'      | -                           | Óscar Washington Tabárez |
| 45       | México          | 1:0 (1:0)                 | 12 de julio de 2011      | La Plata Argentina         | Grupo C Copa América                                     | -                      | -                                              | -        | -                           | Óscar Washington Tabárez |
| 46       | Argentina       | 1:1 (1:1, 1:1) (5:4 pen.) | 16 de julio de 2011      | Santa Fe, Argentina        | Cuartos de final Copa América                            | -                      | -                                              | -        | -                           | Óscar Washington Tabárez |
| 47       | Perú            | 2:0 (0:0)                 | 19 de julio de 2011      | La Plata Argentina         | Semifinales Copa América                                 | 53' · 58'              | -                                              | 13'      | 71' por Abel Hernández      | Óscar Washington Tabárez |
| 48       | Paraguay        | 3:0 (2:0)                 | 24 de julio de 2011      | Buenos Aires Argentina     | Final Copa América                                       | 12'                    | 90'a Diego Forlán                              | -        | -                           | Óscar Washington Tabárez |
| 49       | Ucrania         | 3:2 (1:2)                 | 2 de septiembre de 2011  | Járkov · Ucrania           | Amistoso                                                 | -                      | 61'a Diego Lugano 87'a Abel Hernández          | -        | -                           | Óscar Washington Tabárez |
| 50       | Bolivia         | 4:2 (3:0)                 | 7 de octubre de 2011     | Montevideo · Uruguay       | Eliminatorias Mundial 2014 (1.ª Fecha)                   | 3'                     | -                                              | 89'      | -                           | Óscar Washington Tabárez |
| 51       | Paraguay        | 1:1 (0:0)                 | 11 de octubre de 2011    | Asunción Paraguay          | Eliminatorias Mundial 2014 (2.ª Fecha)                   | -                      | 67'a Diego Forlán                              | -        | -                           | Óscar Washington Tabárez |
| 52       | Chile           | 4:0 (2:0)                 | 11 de noviembre de 2011  | Montevideo · Uruguay       | Eliminatorias Mundial 2014 (3.ª Fecha)                   | 41' · 45' · 67' · 73'  | -                                              | -        | 76' por Cristian Rodríguez  | Óscar Washington Tabárez |
| 53       | Rumania         | 1:1 (1:0)                 | 29 de febrero de 2012    | Bucarest · Rumania         | Amistoso                                                 | -                      | -                                              | -        | -                           | Óscar Washington Tabárez |
| 54       | Rusia           | 1:1 (0:0)                 | 25 de mayo de 2012       | Moscú · Rusia              | Amistoso                                                 | 48'                    | -                                              | -        | -                           | Óscar Washington Tabárez |
| 55       | Venezuela       | 1:1 (1:0)                 | 2 de junio de 2012       | Montevideo · Uruguay       | Eliminatorias Mundial 2014 (5.ª Fecha)                   | -                      | -                                              | -        | -                           | Óscar Washington Tabárez |
| 56       | Perú            | 4:2 (2:1)                 | 19 de junio de 2012      | Montevideo · Uruguay       | Eliminatorias Mundial 2014 (6.ª Fecha)                   | 14'                    | 29'a Maximiliano Pereira                       | 58'      | 89' por Sebastián Eguren    | Óscar Washington Tabárez |
| 57       | Ecuador         | 1:1 (0:1)                 | 11 de septiembre de 2012 | Montevideo · Uruguay       | Eliminatorias Mundial 2014 (8.ª Fecha)                   | -                      | -                                              | 54'      | -                           | Óscar Washington Tabárez |
| 58       | Argentina       | 0:3 (0:0)                 | 12 de octubre de 2012    | Mendoza Argentina          | Eliminatorias Mundial 2014 (9.ª Fecha)                   | -                      | -                                              | -        | -                           | Óscar Washington Tabárez |
| 59       | Bolivia         | 1:4 (0:2)                 | 16 de octubre de 2012    | La Paz · Bolivia           | Eliminatorias Mundial 2014 (10.ª Fecha)                  | 80'                    | -                                              | -        | -                           | Óscar Washington Tabárez |
| 60       | Polonia         | 3:1 (2:0)                 | 14 de noviembre de 2012  | Gdansk · Polonia           | Amistoso                                                 | 66'                    | 34'a Edinson Cavani                            | -        | 85' por Christian Stuani    | Óscar Washington Tabárez |
| 61       | España          | 1:3 (1:1)                 | 6 de febrero de 2013     | Doha Catar                 | Amistoso                                                 | -                      | -                                              | -        | -                           | Óscar Washington Tabárez |
| 62       | Paraguay        | 1:1 (0:0)                 | 22 de marzo de 2013      | Montevideo · Uruguay       | Eliminatorias Mundial 2014 (11.ª Fecha)                  | 82'                    | -                                              | -        | -                           | Óscar Washington Tabárez |
| 63       | Chile           | 0:2 (0:1)                 | 26 de marzo de 2013      | Santiago · Chile           | Eliminatorias Mundial 2014 (12.ª Fecha)                  | -                      | -                                              | 59'      | -                           | Óscar Washington Tabárez |
| 64       | Francia         | 1:0 (0:0)                 | 5 de junio de 2013       | Montevideo · Uruguay       | Amistoso                                                 | 50'                    | -                                              | -        | 46' por Diego Forlán        | Óscar Washington Tabárez |
| 65       | España          | 1:2 (0:2)                 | 16 de junio de 2013      | Recife · Brasil            | Grupo B Copa Confederaciones                             | 88'                    | -                                              | -        | -                           | Óscar Washington Tabárez |
| 66       | Nigeria         | 2:1 (1:1)                 | 20 de junio de 2013      | Salvador de Bahía · Brasil | Grupo B Copa Confederaciones                             | -                      | -                                              | -        | 83' por Sebastián Coates    | Óscar Washington Tabárez |
| 67       | Tahití          | 8:0 (4:0)                 | 23 de junio de 2013      | Recife · Brasil            | Grupo B Copa Confederaciones                             | 82' · 90'              | -                                              | -        | 69' por Gastón Ramírez      | Óscar Washington Tabárez |
| 68       | Brasil          | 1:2 (0:1)                 | 26 de junio de 2013      | Belo Horizonte · Brasil    | Semifinales Copa Confederaciones                         | -                      | -                                              | -        | -                           | Óscar Washington Tabárez |
| 69       | Italia          | 2:2 (2:2, 0:1) (2:3 pen.) | 30 de junio de 2013      | Salvador de Bahía · Brasil | Definición del tercer lugar Copa Confederaciones         | -                      | -                                              | 61'      | -                           | Óscar Washington Tabárez |
| 70       | Japón           | 4:2 (2:0)                 | 14 de agosto de 2013     | Sendai Japón               | Amistoso                                                 | 52'                    | 27'a Diego Forlán                              | -        | -                           | Óscar Washington Tabárez |
| 71       | Perú            | 2:1 (1:0)                 | 6 de septiembre de 2013  | Lima · Perú                | Eliminatorias Mundial 2014 (15.ª Fecha)                  | 43' (pen.) · 67'       | -                                              | -        | -                           | Óscar Washington Tabárez |
| 72       | Colombia        | 2:0 (0:0)                 | 10 de septiembre de 2013 | Montevideo · Uruguay       | Eliminatorias Mundial 2014 (16.ª Fecha)                  | -                      | -                                              | -        | -                           | Óscar Washington Tabárez |
| 73       | Ecuador         | 0:1 (0:1)                 | 11 de octubre de 2013    | Quito · Ecuador            | Eliminatorias Mundial 2014 (17.ª Fecha)                  | -                      | -                                              | -        | -                           | Óscar Washington Tabárez |
| 74       | Argentina       | 3:2 (2:2)                 | 15 de octubre de 2013    | Montevideo · Uruguay       | Eliminatorias Mundial 2014 (18.ª Fecha)                  | 34' (pen.)             | 49'a Edinson Cavani                            | -        | -                           | Óscar Washington Tabárez |
| 75       | Jordania        | 5:0 (2:0)                 | 13 de noviembre de 2013  | Amán Jordania              | Repechaje Mundial 2014 (Partido de ida)                  | -                      | -                                              | -        | 81' por Diego Forlán        | Óscar Washington Tabárez |
| 76       | Jordania        | 0:0 (0:0)                 | 20 de noviembre de 2013  | Montevideo · Uruguay       | Repechaje Mundial 2014 (Partido de vuelta)               | -                      | -                                              | -        | -                           | Óscar Washington Tabárez |
| 77       | Austria         | 1:1 (0:1)                 | 5 de marzo de 2014       | Klagenfurt · Austria       | Amistoso                                                 | -                      | -                                              | -        | -                           | Óscar Washington Tabárez |
| 78       | Inglaterra      | 2:1 (1:0)                 | 19 de junio de 2014      | San Pablo · Brasil         | Grupo D Copa del Mundo 2014                              | 39' · 85'              | -                                              | -        | 88' por Sebastián Coates    | Óscar Washington Tabárez |
| 79       | Italia          | 1:0 (0:0)                 | 24 de junio de 2014      | Natal · Brasil             | Grupo D Copa del Mundo 2014                              | -                      | -                                              | -        | -                           | Óscar Washington Tabárez |
| 80       | Arabia Saudita  | 1:1 (0:0)                 | 10 de octubre de 2014    | Yeda Arabia Saudita        | Amistoso                                                 | -                      | -                                              | -        | 70' por Abel Hernández      | Óscar Washington Tabárez |
| 81       | Omán            | 3:0 (0:0)                 | 13 de octubre de 2014    | Mascate Omán               | Amistoso                                                 | 57' · 67'              | -                                              | -        | 78' por Christian Stuani    | Óscar Washington Tabárez |
| 82       | Costa Rica      | 3:3 (0:1) (6:7 pen.)      | 13 de noviembre de 2014  | Montevideo · Uruguay       | Amistoso                                                 | 50'                    | -                                              | -        | -                           | Óscar Washington Tabárez |
| 83       | Brasil          | 2:2 (1:2)                 | 26 de marzo de 2016      | Recife · Brasil            | Eliminatorias Mundial 2018                               | 48'                    | -                                              | 56'      | -                           | Óscar Washington Tabárez |
| 84       | Perú            | 1:0 (0:0)                 | 30 de marzo de 2016      | Montevideo · Uruguay       | Eliminatorias Mundial 2018                               | -                      | -                                              | -        | -                           | Óscar Washington Tabárez |
| 85       | Argentina       | 0:1 (0:1)                 | 2 de septiembre de 2016  | Mendoza Argentina          | Eliminatorias Mundial 2018                               | -                      | -                                              | -        | -                           | Óscar Washington Tabárez |
| 86       | Paraguay        | 4:0 (3:0)                 | 7 de septiembre de 2016  | Montevideo · Uruguay       | Eliminatorias Mundial 2018                               | 45+1'                  | 18' a Edinson Cavani · 54' a Edinson Cavani    | -        | 76' por Abel Hernández      | Óscar Washington Tabárez |
| 87       | Venezuela       | 3:0 (1:0)                 | 7 de octubre de 2016     | Montevideo · Uruguay       | Eliminatorias Mundial 2018                               | -                      | 79' a Edinson Cavani                           | -        | -                           | Óscar Washington Tabárez |
| 88       | Colombia        | 2:2 (1:1)                 | 11 de octubre de 2016    | Barranquilla · Colombia    | Eliminatorias Mundial 2018                               | 73'                    | -                                              | -        | -                           | Óscar Washington Tabárez |
| 89       | Ecuador         | 2:1 (2:1)                 | 10 de noviembre de 2016  | Montevideo · Uruguay       | Eliminatorias Mundial 2018                               | -                      | -                                              | -        | -                           | Óscar Washington Tabárez |
| 90       | Chile           | 1:3 (1:1)                 | 15 de noviembre de 2016  | Santiago · Chile           | Eliminatorias Mundial 2018                               | -                      | 16' a Edinson Cavani                           | 45'      | -                           | Óscar Washington Tabárez |
| 91       | Perú            | 1:2 (1:1)                 | 29 de marzo de 2017      | Lima · Perú                | Eliminatorias Mundial 2018                               | -                      | 30' a Carlos Sánchez                           | -        | -                           | Óscar Washington Tabárez |
| 92       | Argentina       | 0:0                       | 31 de agosto de 2017     | Montevideo · Uruguay       | Eliminatorias Mundial 2018                               | -                      | -                                              | -        | 83' por Christian Stuani    | Óscar Washington Tabárez |
| 93       | Paraguay        | 2:1 (0:0)                 | 5 de septiembre de 2017  | Asunción Paraguay          | Eliminatorias Mundial 2018                               | -                      | -                                              | -        | 90' por Egidio Arévalo Ríos | Óscar Washington Tabárez |
| 94       | Venezuela       | 0:0                       | 5 de octubre de 2017     | San Cristóbal · Venezuela  | Eliminatorias Mundial 2018                               | -                      | -                                              | -        | -                           | Óscar Washington Tabárez |
| 95       | Bolivia         | 4:2 (2:1)                 | 10 de octubre de 2017    | Montevideo · Uruguay       | Eliminatorias Mundial 2018                               | 60' 76'                | -                                              | -        | -                           | Óscar Washington Tabárez |
| 96       | República Checa | 2:0 (2:0)                 | 23 de marzo de 2018      | Nanning China              | China Cup 2018                                           | 10'                    | -                                              | -        | -                           | Óscar Washington Tabárez |
| 97       | Gales           | 1:0 (0:0)                 | 26 de marzo de 2018      | Nanning China              | China Cup 2018                                           | -                      | -                                              | -        | -                           | Óscar Washington Tabárez |
| 98       | Uzbekistán      | 3:0 (1:0)                 | 7 de junio de 2018       | Montevideo · Uruguay       | Amistoso                                                 | 53'                    | 32' a Giorgian de Arrascaeta                   | -        | 83' por Christian Stuani    | Óscar Washington Tabárez |
| 99       | Egipto          | 1:0 (0:0)                 | 15 de junio de 2018      | Ekaterimburgo · Rusia      | Grupo A Copa del Mundo 2018                              | -                      | -                                              | -        | -                           | Óscar Washington Tabárez |
| 100      | Arabia Saudita  | 1:0 (1:0)                 | 20 de junio de 2018      | Rostov del Don · Rusia     | Grupo A Copa del Mundo 2018                              | 23'                    | -                                              | -        | -                           | Óscar Washington Tabárez |
| 101      | Rusia           | 3:0 (2:0)                 | 25 de junio de 2018      | Samara · Rusia             | Grupo A Copa del Mundo 2018                              | 10'                    | -                                              | -        | -                           | Óscar Washington Tabárez |
| 102      | Portugal        | 2:1 (1:0)                 | 30 de junio de 2018      | Sochi · Rusia              | Octavos de final Copa del Mundo 2018                     | -                      | 6' a Edinson Cavani                            | -        | -                           | Óscar Washington Tabárez |
| 103      | Francia         | 0:2 (0:1)                 | 6 de julio de 2018       | Nizni Nóvgorod · Rusia     | Cuartos de final Copa del Mundo 2018                     | -                      | -                                              | -        | -                           | Óscar Washington Tabárez |
| 104      | México          | 4:1 (3:1)                 | 7 de septiembre de 2018  | Houston Estados Unidos     | Amistoso                                                 | 31' 40'                | 59' a Gastón Pereiro                           | 29'      | 68' por Nicolás Lodeiro     | Óscar Washington Tabárez |
| 105      | Brasil          | 0:1 (0:0)                 | 16 de noviembre de 2018  | Londres Inglaterra         | Amistoso                                                 | -                      | -                                              | 75'      | -                           | Óscar Washington Tabárez |
| 106      | Francia         | 1:0 (0:0)                 | 20 de noviembre de 2018  | Saint-Denis Francia        | Amistoso                                                 | -                      | -                                              | -        | .-                          | Óscar Washington Tabárez |
| 107      | Panamá          | 3:0 (1:0)                 | 8 de junio de 2019       | Montevideo · Uruguay       | Amistoso                                                 | 69'                    | -                                              | -        | 63' por Maxi Gómez          | Óscar Washington Tabárez |

De los 137 partidos en los que participó Luis Suárez, Uruguay ganó 66, empató 40 y perdió 31.
De esos 137, 39 fueron amistosos (21-11-7) y 98 oficiales (45-29-24).
Los 98 partidos oficiales se desglosan en:
- 17 por las Eliminatorias sudamericanas para Sudáfrica 2010
- 2 por el Repechaje contra Costa Rica
- 6 por el Mundial de Sudáfrica 2010
- 6 por la Copa América 2011
- 14 por las Eliminatorias sudamericanas para Brasil 2014
- 5 por la Copa Confederaciones 2013
- 2 por el Repechaje contra Jordania
- 2 por el Mundial de Brasil 2014
- 13 por las Eliminatorias sudamericanas para Rusia 2018
- 5 por el Mundial de Rusia 2018
- 4 por la Copa América 2019
- 5 por la Copa América 2021
- 14 por las Eliminatorias sudamericanas para Catar 2022
- 3 por el Mundial de Catar 2022

En total ha anotado 68 goles, 22 en partidos amistosos a Colombia, Turquía, Noruega, Suiza, Indonesia, Países Bajos, Rusia, Polonia, Francia, Japón, Omán, Costa Rica, República Checa, Uzbekistán, México, Panamá y Argentina. 46 en partidos oficiales a Bolivia, Chile, Venezuela, Colombia, Ecuador, México, Corea del Sur, Perú, Paraguay, España, Tahití, Argentina, Inglaterra, Brasil, Arabia Saudita, Rusia y Japón.

### Copa Mundial de Fútbol de 2010

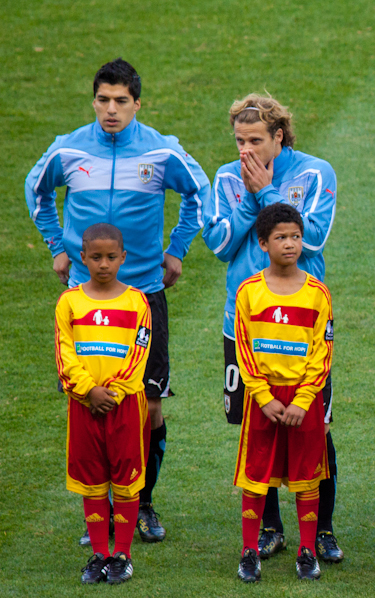
Luis Suárez con Diego Forlán antes de un partido del Mundial 2010.

Luis Suárez fue uno de los 23 futbolistas convocados por Óscar Washington Tabárez para disputar, por la selección uruguaya, la Copa Mundial de 2010. Uruguay quedaría emparejado en el grupo A junto a las selecciones de Francia, Sudáfrica y México, en el que diversos medios denominaron era el "grupo de la muerte".
El primer partido contra Francia terminaría siendo un empate sin goles. En el segundo partido de ronda, contra la selección anfitriona, Suárez provocó el penal que Diego Forlán, más tarde, convertiría en el segundo gol uruguayo y, posteriormente, daría una asistencia a Álvaro Pereira para que anotara el tercer y último gol uruguayo ante la selección local. En el tercer partido de ronda contra México, Suárez anotaría su primer gol en copas del mundo, que terminaría dándole la victoria a su equipo por 1 a 0. Además sería nombrado el jugador Budweiser del partido. De esta forma, Uruguay culminaría la fase de grupos como líder de su grupo con 7 puntos.
Para los octavos de final el rival fue la selección de Corea del Sur, en donde nuevamente sería nombrado el jugador Budweiser del partido, debido al doblete que anotó, lo que terminaría por imponer a su selección 2 a 1 y clasificar a la siguiente ronda. Ya en los cuartos de final el rival sería la selección ghanesa, último equipo africano en la competición, en donde Luis sería partícipe de un emocionante partido, ganando protagonismo debido a que en el último minuto de la prórroga, luego de que ambas selecciones empataran 1 a 1 en el tiempo reglamentario, detuviera con las manos en la misma línea de gol un remate de cabeza de Dominic Adiyiah, provocando su expulsión del partido y penal en favor del equipo ghanés. Pese a todo esto, Asamoah Gyan, encargado de ejecutar el penal, estrelló su remate contra el horizontal del arco, permitiendo a la Celeste definir el partido a través de tiros desde el punto penal (4:2), accediendo así a las semifinales de la copa, instancia en la cual Uruguay se enfrentaría a la selección neerlandesa, donde Luis no podría participar debido a la tarjeta roja que había recibido. Sin Suárez en cancha, Uruguay perdería las semifinales por 3 a 2. Suárez volvería para jugar el partido de definición del tercer puesto contra la selección alemana, donde se volvería a repetir el marcador de las semifinales, 3 a 2 en contra de Uruguay. Si bien en este partido Suárez no anotó, asistió a Edinson Cavani en el primer gol uruguayo, en lo que era el empate transitorio contra el equipo teutón.
En total Luis Suárez jugó 6 partidos, con un total de 543 minutos acumulados en cancha y 3 goles más 2 asistencias en su cuenta personal. Fue elegido 2 veces el jugador Budweiser del partido y recibió una tarjeta roja y ninguna amarilla. Además, su segundo gol contra Corea del Sur fue elegido como el quinto mejor gol del campeonato.

### Copa América 2011
Inmediatamente después de que finalizara la Copa del Mundo de 2010, la escuadra oriental comenzó a prepararse para la Copa América a realizarse el año siguiente en Argentina. En agosto de 2010, la selección uruguaya se midió ante su similar de Angola, sin embargo, Suárez no fue convocado por motivos personales. Dos meses después, Uruguay realizaría una pequeña gira asiática para medirse con Indonesia y China. Ambos encuentros terminarían en goleadas a favor del equipo uruguayo y, en el partido contra Indonesia, Suárez anotaría su primer hat-trick con la elástica nacional. El último partido del año 2010 fue un amistoso frente a Chile, el cual terminó 2 a 0 a favor del equipo andino. En el 2011, Luis se perdería los dos primeros partidos de preparación del año ante Estonia e Irlanda, a causa de una contractura muscular, pero volvería para disputar los últimos 3 encuentros de preparación ante las selecciones de Alemania, Países Bajos y Estonia. Los encuentros terminarían con derrota ante Alemania, empate ante los Países Bajos (con victoria en definición a penales), partido en el cual anotaría el único gol en favor de su selección, y, el último partido de preparación para la copa, terminaría con una contundente victoria ante Estonia, aunque Luis no fue autor de ninguna anotación en el encuentro en cuestión.

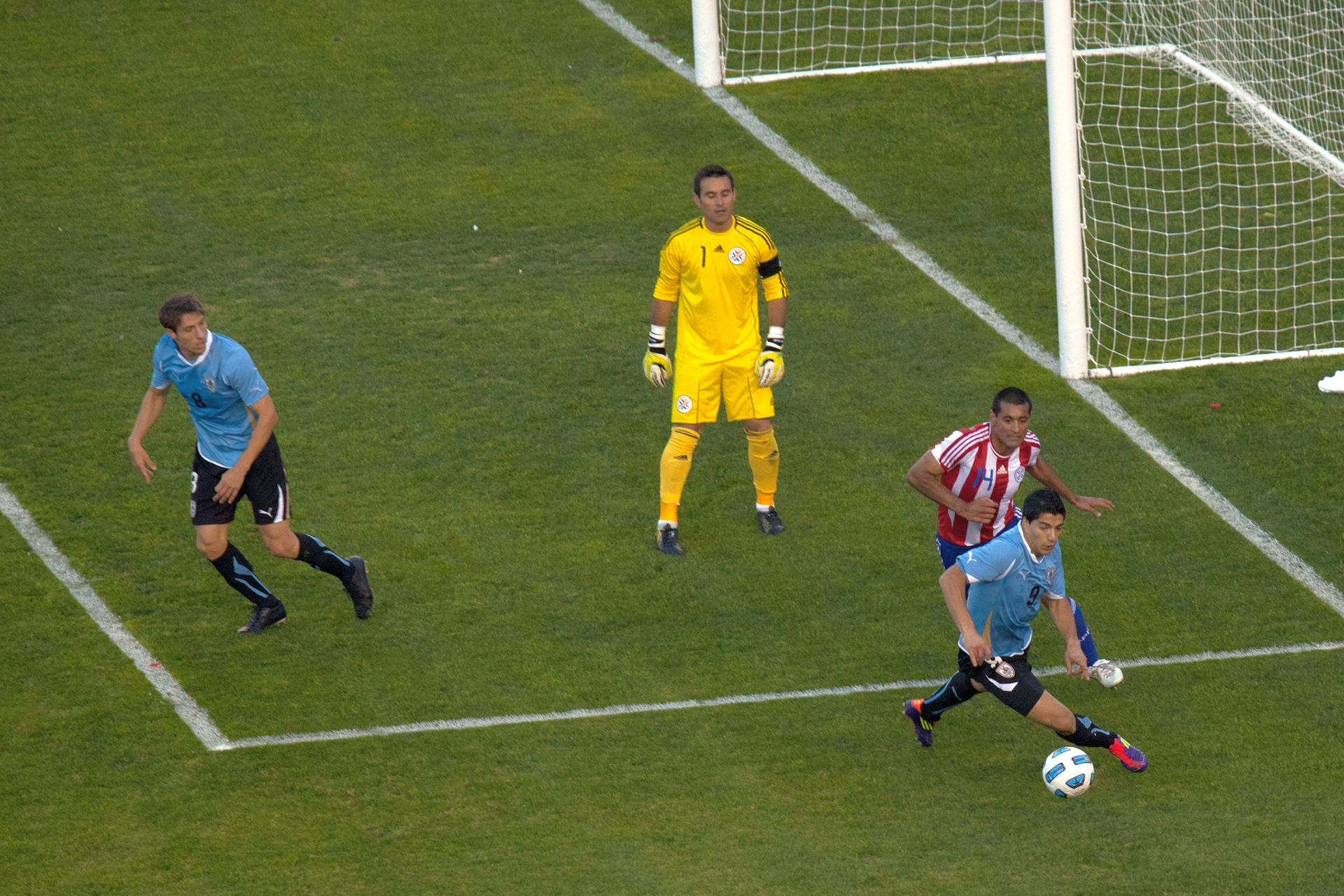
Luis Suárez (con el balón) durante la Final de la Copa América 2011.

La selección de Uruguay sería designada cabeza de serie de la copa al igual que las selecciones de Argentina y Brasil y quedaría emparejada en el grupo C junto con las selecciones de Perú, Chile y México. Esta última participaría con un equipo juvenil sub-22 más 5 jugadores mayores. En el primer partido contra Perú, Luis tuvo una destacada actuación, anotando el gol que le daría el empate final a su selección por 1 a 1. El segundo partido contra Chile tendría el mismo marcador que el partido de debut contra Perú. En dicho encuentro, Luis asistió a Álvaro Pereira para que anotara el gol que significaba la victoria parcial en favor de los charrúas, sin embargo, el jugador chileno Alexis Sánchez terminaría por empatar el partido. Recién en el tercer partido de ronda contra la selección mexicana vendría la primera victoria Celeste en la copa (1 a 0), en donde Luis tendría numerosos remates al arco, pero sin lograr concretar ninguna ocasión. Con esto la selección uruguaya aseguraba su pase a la siguiente ronda, siendo segundo del grupo con 5 puntos.

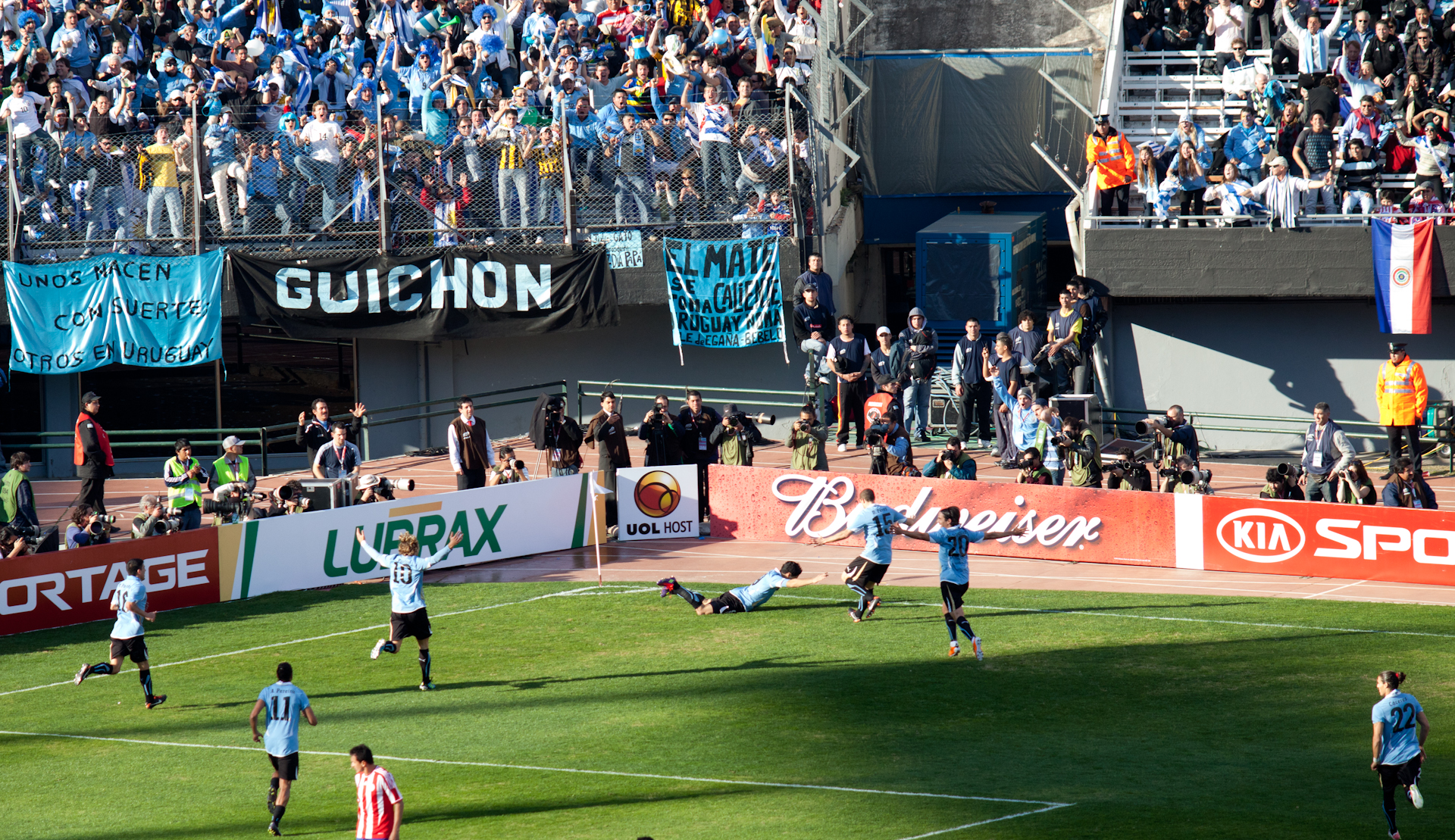
Luis Suárez (en el suelo) celebrando su gol junto a los jugadores uruguayos durante la final de la Copa América 2011.

En los cuartos de final habría Clásico del Río de la Plata, pues la selección Celeste y la selección Albiceleste se enfrentarían para definir al clasificado a la siguiente fase. En dicho partido, Luis no anotó. Aun así, se las ingenió para que, con su habilidad técnica, el juez del encuentro Carlos Amarilla amonestara a los dos centrales argentinos por reiteradas faltas en contra del jugador salteño. Además, un foul en el segundo tiempo de Javier Mascherano en contra de Suárez, le significó al jugador argentino la segunda cartulina amarilla, lo que hizo que ambos equipos restablecieran nuevamente la igualdad numérica, ya que el cuadro uruguayo estaba jugando con un hombre menos, debido a la expulsión de Diego Pérez en el primer tiempo. Uruguay clasificaría mediante tiros desde el punto penal, con Suárez anotando el penal que le correspondía en dicha definición. En las semifinales, Uruguay rememoraría el partido de la primera fase contra la selección de Perú. Suárez anotaría un doblete en ese partido, que le daría el pase a la final a su selección, además de ser elegido el jugador LG del partido.
En la final de la copa contra la selección de Paraguay, el 9 uruguayo sería la gran figura junto con su compañero de ataque Diego Forlán. En los primeros minutos del encuentro, Luis demostró gran entrega y habilidad, eludiendo constantemente a la defensa paraguaya y creando acciones de peligro que, sin embargo, el arquero paraguayo Justo Villar, contendría de manera eficaz. La perseverancia del atacante tendría recompensa, pues en una jugada de ataque del equipo oriental, Luis recibiría el balón, eludiría al defensa Darío Verón y remataría al arco para que, luego de un leve desvío que descolocaría al guardameta paraguayo, la pelota tocara el vertical e ingresara al arco, convirtiendo así el primer tanto uruguayo. El primer tiempo del partido terminaría 2 a 0 favorable al equipo uruguayo, con Forlán anotando el segundo tanto charrúa. En el segundo tiempo, el combinado albirrojo adelantaría sus líneas, obligando al equipo del Río de la Plata a retroceder y a perder posesión del balón, haciendo que incluso Suárez tomara ciertas labores defensivas. El encuentro terminaría por liquidarse en los últimos minutos con un contragolpe, donde Suárez habilitaría a Forlán para anotar el tercer tanto uruguayo y terminar por consagrarse campeones de América por decimoquinta vez. El desempeño del jugador salteño durante todo el encuentro, le valió ser premiado nuevamente como el jugador LG del partido. Como otra distinción individual, el atacante uruguayo sería nombrado el mejor jugador del torneo y, curiosamente, sería el decimoquinto jugador uruguayo en recibir tal distinción, mismo número de copas que posee la selección de Uruguay en sus palmarés. Además obtendría la Bota de Plata por sus 4 goles anotados a lo largo del certamen, superado únicamente por el jugador peruano Paolo Guerrero quien tuvo 5 dianas en su cuenta personal.
En total Luis Suárez jugó 6 partidos, anotando 4 goles, 2 asistencias y siendo nombrado 2 veces el jugador LG del partido. Recibió 2 tarjetas amarillas y ninguna tarjeta roja.

### Copa Confederaciones 2013

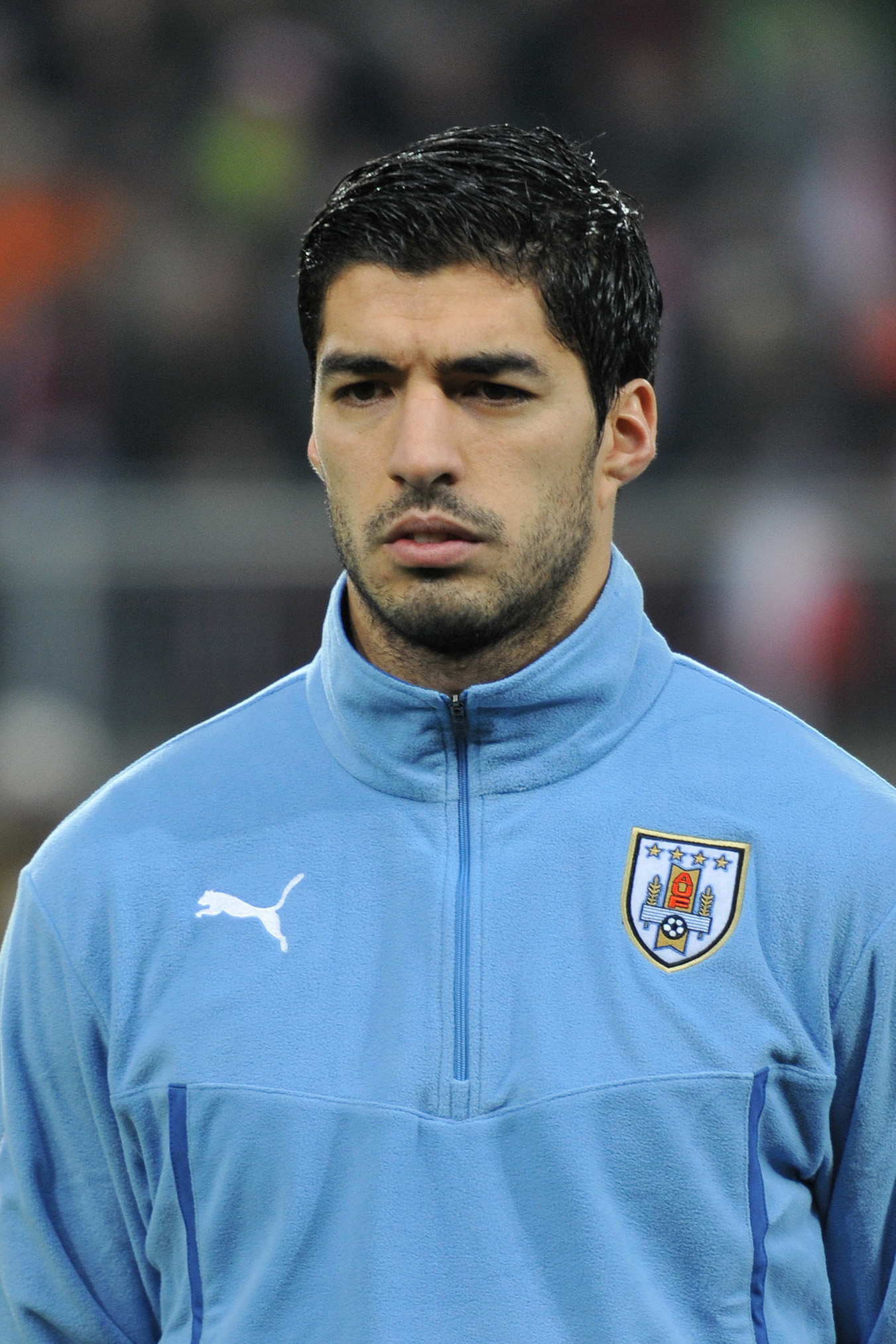
Suárez con en 2014.

En junio de 2013 participó en la Copa Confederaciones, donde su selección terminaría en cuarto lugar. Fue nominado para ganar el «Balón de Oro Adidas» de la competición, sin embargo, Luis no alcanzaría el podio. Su gol contra España en el partido correspondiente a la primera fase del certamen, fue seleccionado como el mejor gol del torneo. Además, en la misma competición, alcanzó a ser por primera vez el anotador histórico en solitario de la selección uruguaya con 35 goles, superando a Diego Forlán quien, hasta la fecha del torneo, poseía un gol menos.
En total Luis Suárez jugó 5 partidos, con un total de 404 minutos acumulados en cancha y 3 goles anotados en su cuenta personal. Recibió 1 tarjeta amarilla y ninguna tarjeta roja.

### Copa Mundial de Fútbol 2014

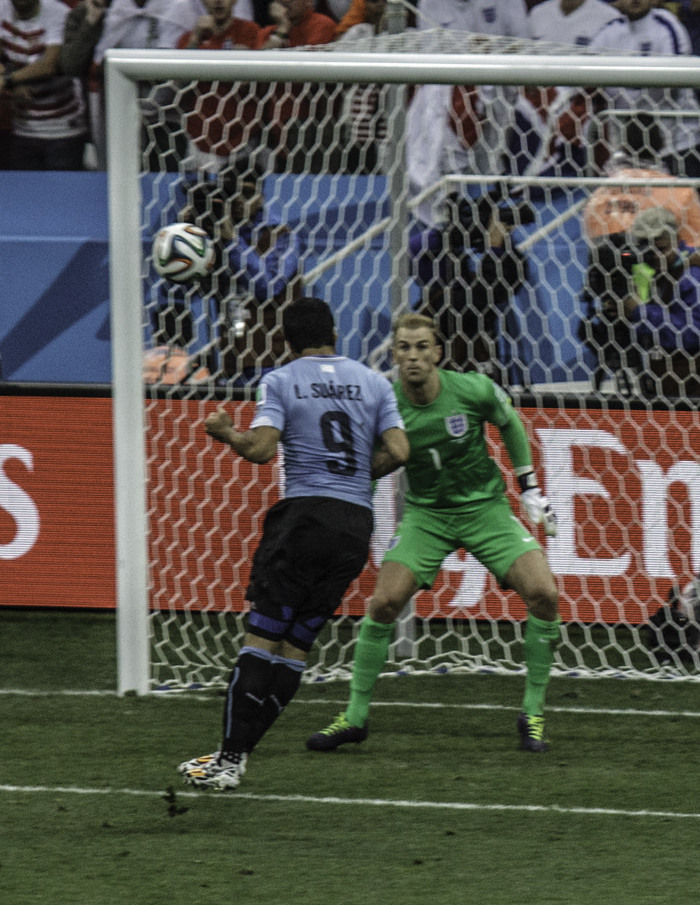
Suárez contra Inglaterra en el Mundial 2014 anotando el gol a Hart

El 12 de mayo de 2014 el entrenador de la selección uruguaya, Óscar Washington Tabárez, incluyó a Suárez en la lista provisional de 25 jugadores con los que inició la preparación para el Copa Mundial de 2014. Pese a aún estar recuperándose de una operación en la rodilla, fue confirmado en la lista definitiva de 23 jugadores el 28 de junio.
Suárez recién debutaría en el torneo en el segundo partido debido a que aún no se encontraba en un estado físico óptimo, siendo la estrella y motor de su selección y el autor de dos goles en la victoria 2-1 sobre Inglaterra. También fue titular en la victoria 1-0 sobre Italia, pero sería suspendido para los siguientes partidos debido a un incidente en el que mordió al defensor italiano Giorgio Chiellini.

### Participaciones en Juegos Olímpicos
| Juegos                | Sede    | Resultado      | Partidos | Goles | Asistencias |
| --------------------- | ------- | -------------- | -------- | ----- | ----------- |
| Juegos Olímpicos 2012 | Londres | Fase de grupos | 3        | 0     | 1           |

### Participaciones en Copas del Mundo
| Mundial                  | Sede      | Resultado        | Partidos | Goles | Asistencias |
| ------------------------ | --------- | ---------------- | -------- | ----- | ----------- |
| Copa Mundial Sub-20 2007 | Canadá    | Octavos de final | 4        | 2     | 1           |
| Copa Mundial 2010        | Sudáfrica | Cuarto puesto    | 6        | 3     | 3           |
| Copa Mundial 2014        | Brasil    | Octavos de final | 2        | 2     | 0           |
| Copa Mundial 2018        | Rusia     | Cuartos de final | 5        | 2     | 1           |
| Copa Mundial 2022        | Catar     | Primera ronda    | 3        | 0     | 1           |
| Total                    | Total     | Total            | 20       | 9     | 6           |

### Participaciones en Copas América
| Torneo                  | Sede           | Resultado        | Partidos | Goles | Asist. |
| ----------------------- | -------------- | ---------------- | -------- | ----- | ------ |
| Copa América 2011       | Argentina      | Campeón          | 6        | 4     | 2      |
| Copa América Centenario | Estados Unidos | Fase de grupos   | 0        | 0     | 0      |
| Copa América 2019       | Brasil         | Cuartos de final | 4        | 2     | 1      |
| Copa América 2021       | Brasil         | Cuartos de final | 5        | 1     | 0      |
| Copa América 2024       | Estados Unidos | Tercer lugar     | 4        | 1     | 1      |
| Total                   | Total          | Total            | 19       | 8     | 4      |

### Participaciones en Copa Confederaciones
| Copa                      | Sede   | Resultado     | Partidos | Goles | Asistencias |
| ------------------------- | ------ | ------------- | -------- | ----- | ----------- |
| Copa Confederaciones 2013 | Brasil | Cuarto puesto | 5        | 3     | 0           |

### Participaciones a Clasificatorias a Copas del Mundo
| Clasificatorias                   | Resultado   | Posición   | Partidos | Goles | Asistencias | Media goleadora |
| --------------------------------- | ----------- | ---------- | -------- | ----- | ----------- | --------------- |
| Clasificatorias Sudáfrica 2010    | Clasificado | 5.º        | 17       | 5     | 4           | 0,30            |
| Clasificatorias Brasil 2014       | Clasificado | 5.º        | 14       | 11    | 3           | 0,79            |
| Clasificatorias Rusia 2018        | Clasificado | 2.º        | 13       | 5     | 7           | 0,42            |
| Clasificatorias Catar 2022        | Clasificado | 3°         | 15       | 8     | 0           | 0,58            |
| Clasificatorias Norteamérica 2026 | Por Definir | En Disputa | 1        | 0     | 0           |                 |
| Total                             | Total       | Total      | 59       | 29    | 14          | 0,50            |

## Emprendimiento
En mayo de 2025, Suárez anunció la creación del Deportivo LSM, que habrá de competir en el ámbito de la AUF. Su colega y amigo argentino Lionel Messi será socio en el proyecto; la dirección técnica le corresponderá a Álvaro Recoba.

## Vida personal
Nació el 24 de enero de 1987 en la ciudad de Salto, capital del departamento homónimo. Siendo niño, se trasladó con su familia a la ciudad de Montevideo. Tiene seis hermanos, de los cuales cuatro son futbolistas profesionales: el mayor, Paolo Suárez, nacionalizado y naturalizado salvadoreño, milita en el Sonsonate Fútbol Club; Maximiliano Suárez juega en Universidad O&M FC de la Liga Dominicana de Fútbol, mientras que Diego Suárez se encuentra a prueba en el A.D. Isidro Metapán de El Salvador.
Se casó con Sofía Balbi por civil en marzo de 2009 en Ámsterdam, y el 26 de diciembre volvió a hacerlo, pero en Montevideo.
El 5 de agosto de 2010, en la ciudad de Barcelona, nació la hija de la pareja, a la cual llamaron Delfina.
En el mismo año, Luis participó en el programa de televisión de Unicef, Todos por los niños uruguayos, en el cual apoyó el trabajo de dicho organismo durante el programa. El 26 de septiembre de 2013 nació, en Inglaterra, Benjamín, el segundo hijo de la familia Suárez. y el 23 de octubre de 2018 nació su tercer hijo, llamado Lautaro.
Suárez y Sofía Balbi son padrinos de la Fundación Pérez Scremini.

## Estadísticas

### Clubes
Actualizado al último partido disputado el 16 de agosto de 2025.
| Club                             | Div.          | Temporada     | Liga  | Liga  | Liga   | Estatal | Estatal | Estatal | Copas nacionales | Copas nacionales | Copas nacionales | Copas internacionales | Copas internacionales | Copas internacionales | Total | Total | Total  | Media goleadora |
| Club                             | Div.          | Temporada     | Part. | Goles | Asist. | Part.   | Goles   | Asist.  | Part.            | Goles            | Asist.           | Part.                 | Goles                 | Asist.                | Part. | Goles | Asist. | Media goleadora |
| -------------------------------- | ------------- | ------------- | ----- | ----- | ------ | ------- | ------- | ------- | ---------------- | ---------------- | ---------------- | --------------------- | --------------------- | --------------------- | ----- | ----- | ------ | --------------- |
| Nacional · Uruguay               | 1.ª           | 2005          | 0     | 0     | 0      | —       | —       | —       | 0                | 0                | 0                | 1                     | 0                     | 0                     | 1     | 0     | 0      | 0.00            |
| Nacional · Uruguay               | 1.ª           | 2005-06       | 27    | 10    | 4      | —       | —       | —       | 4                | 2                | 0                | 3                     | 0                     | 0                     | 34    | 12    | 4      | 0.35            |
| Nacional · Uruguay               | 1.ª           | 2022          | 14    | 8     | 3      | —       | —       | —       | 0                | 0                | 0                | 2                     | 0                     | 0                     | 16    | 8     | 3      | 0.50            |
| Nacional · Uruguay               | Total club    | Total club    | 41    | 18    | 7      | 0       | 0       | 0       | 4                | 2                | 0                | 6                     | 0                     | 0                     | 51    | 20    | 7      | 0.39            |
| F. C. Groningen · Países Bajos   | 1.ª           | 2006-07       | 29    | 10    | 6      | —       | —       | —       | 6                | 4                | 1                | 2                     | 1                     | 0                     | 37    | 15    | 7      | 0.41            |
| F. C. Groningen · Países Bajos   | Total club    | Total club    | 29    | 10    | 6      | 0       | 0       | 0       | 6                | 4                | 1                | 2                     | 1                     | 0                     | 37    | 15    | 7      | 0.41            |
| Ajax de Ámsterdam · Países Bajos | 1.ª           | 2007-08       | 33    | 17    | 14     | —       | —       | —       | 7                | 4                | 0                | 4                     | 1                     | 0                     | 44    | 22    | 14     | 0.50            |
| Ajax de Ámsterdam · Países Bajos | 1.ª           | 2008-09       | 31    | 22    | 15     | —       | —       | —       | 2                | 1                | 1                | 10                    | 5                     | 3                     | 43    | 28    | 19     | 0.65            |
| Ajax de Ámsterdam · Países Bajos | 1.ª           | 2009-10       | 33    | 35    | 17     | —       | —       | —       | 6                | 8                | 3                | 9                     | 6                     | 4                     | 48    | 49    | 24     | 1.02            |
| Ajax de Ámsterdam · Países Bajos | 1.ª           | 2010-11       | 13    | 7     | 7      | —       | —       | —       | 2                | 1                | 0                | 9                     | 4                     | 4                     | 24    | 12    | 11     | 0.50            |
| Ajax de Ámsterdam · Países Bajos | Total club    | Total club    | 110   | 81    | 53     | 0       | 0       | 0       | 17               | 14               | 4                | 32                    | 16                    | 11                    | 159   | 111   | 68     | 0.70            |
| Liverpool F. C. Inglaterra       | 1.ª           | 2010-11       | 13    | 4     | 5      | —       | —       | —       | 0                | 0                | 0                | —                     | —                     | —                     | 13    | 4     | 5      | 0.31            |
| Liverpool F. C. Inglaterra       | 1.ª           | 2011-12       | 31    | 11    | 6      | —       | —       | —       | 8                | 6                | 3                | —                     | —                     | —                     | 39    | 17    | 9      | 0.44            |
| Liverpool F. C. Inglaterra       | 1.ª           | 2012-13       | 33    | 23    | 11     | —       | —       | —       | 3                | 3                | 0                | 8                     | 4                     | 2                     | 44    | 30    | 13     | 0.68            |
| Liverpool F. C. Inglaterra       | 1.ª           | 2013-14       | 33    | 31    | 17     | —       | —       | —       | 4                | 0                | 2                | —                     | —                     | —                     | 37    | 31    | 19     | 0.84            |
| Liverpool F. C. Inglaterra       | Total club    | Total club    | 110   | 69    | 39     | 0       | 0       | 0       | 15               | 9                | 5                | 8                     | 4                     | 2                     | 133   | 82    | 46     | 0.62            |
| F. C. Barcelona · España         | 1.ª           | 2014-15       | 27    | 16    | 16     | —       | —       | —       | 6                | 2                | 4                | 10                    | 7                     | 3                     | 43    | 25    | 23     | 0.58            |
| F. C. Barcelona · España         | 1.ª           | 2015-16       | 35    | 40    | 18     | —       | —       | —       | 6                | 5                | 2                | 12                    | 14                    | 4                     | 53    | 59    | 24     | 1.11            |
| F. C. Barcelona · España         | 1.ª           | 2016-17       | 35    | 29    | 15     | —       | —       | —       | 7                | 5                | 1                | 9                     | 3                     | 4                     | 51    | 37    | 20     | 0.73            |
| F. C. Barcelona · España         | 1.ª           | 2017-18       | 33    | 25    | 13     | —       | —       | —       | 8                | 5                | 3                | 10                    | 1                     | 4                     | 51    | 31    | 20     | 0.61            |
| F. C. Barcelona · España         | 1.ª           | 2018-19       | 33    | 21    | 8      | —       | —       | —       | 6                | 3                | 1                | 10                    | 1                     | 5                     | 49    | 25    | 14     | 0.51            |
| F. C. Barcelona · España         | 1.ª           | 2019-20       | 28    | 16    | 8      | —       | —       | —       | 1                | 0                | 1                | 7                     | 5                     | 3                     | 36    | 21    | 12     | 0.58            |
| F. C. Barcelona · España         | Total club    | Total club    | 191   | 147   | 78     | 0       | 0       | 0       | 34               | 20               | 12               | 58                    | 31                    | 23                    | 283   | 198   | 113    | 0.70            |
| Atlético de Madrid · España      | 1.ª           | 2020-21       | 32    | 21    | 3      | —       | —       | —       | 0                | 0                | 0                | 6                     | 0                     | 0                     | 38    | 21    | 3      | 0.55            |
| Atlético de Madrid · España      | 1.ª           | 2021-22       | 35    | 11    | 3      | —       | —       | —       | 3                | 1                | 0                | 7                     | 1                     | 0                     | 45    | 13    | 3      | 0.29            |
| Atlético de Madrid · España      | Total club    | Total club    | 67    | 32    | 6      | 0       | 0       | 0       | 3                | 1                | 0                | 13                    | 1                     | 0                     | 83    | 34    | 6      | 0.41            |
| Grêmio F. B. P. A. · Brasil      | 1.ª           | 2023          | 33    | 17    | 12     | 13      | 10      | 3       | 8                | 2                | 3                | —                     | —                     | —                     | 54    | 29    | 18     | 0.54            |
| Grêmio F. B. P. A. · Brasil      | Total club    | Total club    | 33    | 17    | 12     | 13      | 10      | 3       | 8                | 2                | 3                | 0                     | 0                     | 0                     | 54    | 29    | 18     | 0.54            |
| Inter de Miami Estados Unidos    | 1.ª           | 2024          | 30    | 21    | 9      | —       | —       | —       | 0                | 0                | 0                | 7                     | 4                     | 3                     | 37    | 25    | 12     | 0.68            |
| Inter de Miami Estados Unidos    | 1.ª           | 2025          | 21    | 6     | 10     | —       | —       | —       | 0                | 0                | 0                | 15                    | 5                     | 5                     | 36    | 11    | 15     | 0.31            |
| Inter de Miami Estados Unidos    | Total club    | Total club    | 51    | 27    | 19     | 0       | 0       | 0       | 0                | 0                | 0                | 22                    | 9                     | 8                     | 73    | 36    | 27     | 0.49            |
| Total carrera                    | Total carrera | Total carrera | 632   | 401   | 220    | 13      | 10      | 3       | 90               | 53               | 25               | 141                   | 62                    | 44                    | 873   | 525   | 292    | 0.60            |

### Clubes a los que marcó gol por orden alfabético
- Marcó a 138 rivales diferentes.[244]
- Rival al que más veces enfrentó: Sevilla F. C. con 21
- Rival al que más goles marcó: Valencia C. F. con 14

| A: Aimoré, Ajax, Alavés, Albion, América (MG), APOEL Nicosia, Almería, Arsenal, Aston Villa, Athletic Club, Atlético de Madrid, Auxerre, AZ Alkmaar (13)                                 |
| B: Barcelona, BATE Borisov, Bayer Leverkusen, Bayern Múnich, Betis, Borac 1926 Cacak, Borussia Dortmund, Brasil de Pelotas, Breda, Brighton & Hove Albion (10)                           |
| C: Cádiz, Cardiff City, Caxias, Celta de Vigo, Celtic, Chelsea, Córdoba, Coritiba, Corinthians, Cruzeiro, Crystal Palace, Cuiabá (12)                                                    |
| D: Danubio, DC United, De Graafschap Doetinchem, Deportivo de la Coruña, Dinamo de Kiev, Dinamo Zagreb, Defensor Sporting, Deportivo Colonia (8)                                         |
| E: Éibar, Elche, Espanyol, Everton, Excelsior Rotterdam, Exeter City (6) |
| F: Feyenoord Rotterdam, Fortaleza, Fulham (3) |
| G: Getafe, Girona, Granada, Groningen, Guangzhou (5) |
| H: Heart of Midlothian, Heerenveen, Heracles Almelo, Huesca, Hull City (5) |
| I: Inter de Milán, nacional (2) |
| J: Juventus |
| L: Las Palmas, Leganés, Levante, Liverpool, Liverpool de Uruguay (5) |
| M: Málaga, Mallorca, Manchester City, Manchester United, Mansfield Town, Milan, Miramar Misiones F.C., Montevideo Wanderers, Montréal (9)                                                |
| N: Napoli, Nashville, New England Revolution, New York City, New York Red Bulls, Newcastle United, Nijmegen, Norwich (6)                                                                 |
| O: Oldham Athletic, Olympique de Marsella, Orlando City, Osasuna (4) |
| P: PAOK de Salónica, París Saint-Germain, Partizán de Belgrado, Paysandú F.C., Peñarol, Plaza Colonia, Politehnica Timisoara, PSV Eindhoven, Puebla (9)                                  |
| Q: Queens Park Rangers |
| R: Rayo Vallecano, Real Madrid, Real Sociedad, Real Valladolid, Red Bull Bragantino, River Plate, Roda JC, Roma, Rocha F.C., Rentistas (10)                                              |
| S: Sao Luiz, Sevilla, Slavia Praga, Slovan Bratislava, Southampton, Sparta Rotterdam, Sporting de Gijón, Sporting Kansas City, St. Louis City, Stoke City, Sunderland, Swansea City (12) |
| T: Toronto, Torque, Tottenham, Twente (4) |
| U: Udinese, Utrecht |
| V: Valencia, Veendam, Villarreal, Vitesse Arnhem, Volendam, VVV-Venlo (6) |
| W: Waalwijk, West Bromwich Albion, West Ham, Wezep, Wigan, Willem II Triburg, Wolverhampton Wanderers (7)                                                                                |
| Y: Ypiranga |
| Z: Zenit |

- Rivales a los que Suárez enfrentó y no marcó gol: Den Haag (6 PJ), Flamengo (3 PJ), Olympiacos (2 PJ), Anderlecht (2 PJ), São Paulo (2 PJ), Reading (2 PJ), Lyon (2 PJ), Sporting de Lisboa (2 PJ), Porto (1 PJ), Salzburgo (2 PJ), Fiorentina (2 PJ), Goiás (2 PJ), Goianiense (2 PJ), Monterrey (2 PJ), Santos (1 PJ), Juventude (1 PJ), Gomel (1 PJ), River Plate de Uruguay (1 PJ), Junior (1 PJ), Blackburn Rovers (1 PJ), Atlético Mineiro (1 PJ), Kozakken Boys (1 PJ), Apeldoorn (1 PJ), ABC (1 PJ), Avenida (1 PJ), Borussia Mönchengladbach (1 PJ), Young Boys (1 PJ), Go Ahead Eagles (1 PJ), Lokomotiv Moscú (1 PJ), Dordrecht (1 PJ), Hamburgo (1 PJ), Boston River (1 PJ), Fénix (1 PJ), Bournemouth (1 PJ), Montevideo Wanderers (1 PJ), Esportivo (1 PJ), Palmeiras (1 PJ), Defensor Sporting (1 PJ), Anzhi ( -2022) (1 PJ), Birmingham (1 PJ), Bolton (1 PJ), Real Salt Lake (1 PJ), Los Angeles Galaxy (1 PJ), Atlanta United (1 PJ)

### Selecciones
Actualizado al último partido disputado el 7 de septiembre de 2024.
| Seleccióx | Temporada         | Amistosos | Amistosos | Amistosos | Sudamérica(4) | Sudamérica(4) | Sudamérica(4) | Mundial(5) | Mundial(5) | Mundial(5) | Total | Total | Total  | Media goleadora |
| Seleccióx | Temporada         | Part.     | Goles     | Asist.    | Part.         | Goles         | Asist.        | Part.      | Goles      | Asist.     | Part. | Goles | Asist. | Media goleadora |
| --- | ----------------- | --------- | --------- | --------- | ------------- | ------------- | ------------- | ---------- | ---------- | ---------- | ----- | ----- | ------ | --------------- |
| Selección Sub-20 Uruguay | 2007              | —         | —         | —         | —             | —             | —             | 4          | 2          | 1          | 4     | 2     | 1      | 0.50            |
| Selección Sub-20 Uruguay | Total             | 0         | 0         | 0         | 0             | 0             | 0             | 4          | 2          | 1          | 4     | 2     | 1      | 0.50            |
| Selección Sub-23 Uruguay | 2012              | —         | —         | —         | 2             | 3             | 0             | 3          | 0          | 1          | 5     | 3     | 1      | 0,60            |
| Selección Sub-23 Uruguay | Total             | 0         | 0         | 0         | 2             | 3             | 0             | 3          | 0          | 1          | 5     | 3     | 1      | 0,60            |
| Absoluta · Uruguay | 2007              | 2         | 0         | 0         | 4             | 2             | 1             | —          | —          | —          | 6     | 2     | 1      | 0.33            |
| Absoluta · Uruguay | 2008              | 5         | 4         | 2         | 5             | 0             | 1             | —          | —          | —          | 10    | 4     | 3      | 0.40            |
| Absoluta · Uruguay | 2009              | 2         | 0         | 1         | 10            | 3             | 2             | —          | —          | —          | 12    | 3     | 3      | 0.25            |
| Absoluta · Uruguay | 2010              | 5         | 4         | 4         | —             | —             | —             | 6          | 3          | 3          | 11    | 7     | 7      | 0.64            |
| Absoluta · Uruguay | 2011              | 4         | 1         | 2         | 9             | 9             | 3             | —          | —          | —          | 13    | 10    | 5      | 0.79            |
| Absoluta · Uruguay | 2012              | 3         | 2         | 2         | 5             | 2             | 1             | —          | —          | —          | 8     | 4     | 3      | 0.50            |
| Absoluta · Uruguay | 2013              | 3         | 2         | 1         | 8             | 4             | 1             | 5          | 3          | 0          | 16    | 9     | 2      | 0.56            |
| Absoluta · Uruguay | 2014              | 4         | 3         | 0         | —             | —             | —             | 2          | 2          | 0          | 6     | 5     | 0      | 0.83            |
| Absoluta · Uruguay | 2015              | —         | —         | —         | —             | —             | —             | —          | —          | —          | 0     | 0     | 0      | 0.00            |
| Absoluta · Uruguay | 2016              | —         | —         | —         | 8             | 3             | 6             | —          | —          | —          | 8     | 3     | 6      | 0.38            |
| Absoluta · Uruguay | 2017              | —         | —         | —         | 5             | 2             | 1             | —          | —          | —          | 5     | 2     | 1      | 0.40            |
| Absoluta · Uruguay | 2018              | 6         | 4         | 2         | —             | —             | —             | 5          | 2          | 1          | 11    | 6     | 3      | 0.55            |
| Absoluta · Uruguay | 2019              | 3         | 2         | 2         | 4             | 2             | 1             | —          | —          | —          | 7     | 4     | 3      | 0.60            |
| Absoluta · Uruguay | 2020              | —         | —         | —         | 3             | 4             | 0             | —          | —          | —          | 3     | 4     | 0      | 1.25            |
| Absoluta · Uruguay | 2021              | —         | —         | —         | 12            | 2             | 0             | —          | —          | —          | 12    | 2     | 0      | 0.17            |
| Absoluta · Uruguay | 2022              | 2         | 0         | 1         | 4             | 3             | 0             | 3          | 0          | 1          | 9     | 3     | 2      | 0.33            |
| Absoluta · Uruguay | 2023              | —         | —         | —         | 1             | 0             | 0             | —          | —          | —          | 1     | 0     | 0      | 0.00            |
| Absoluta · Uruguay | 2024              | —         | —         | —         | 5             | 1             | 0             | —          | —          | —          | 5     | 1     | 0      | 0.20            |
| Absoluta · Uruguay | Total             | 39        | 22        | 17        | 83            | 37            | 17            | 21         | 10         | 5          | 143   | 69    | 39     | 0.48            |
| Total Selecciones | Total Selecciones | 39        | 22        | 17        | 85            | 40            | 17            | 28         | 12         | 7          | 152   | 74    | 41     | 0.49            |
| (4) Incluye los partidos de las Clasificatorias Sudamericanas / Copa América (2007-Act.). (5) Incluye los partidos de los Juegos Olímpicos (2012); Copa FIFA Confederaciones (2013); Mundial Sub-20 (2007). |                   |           |           |           |               |               |               |            |            |            |       |       |        |                 |

### Resumen estadístico
| Competición           | Partido | Goles | Promedio | Asistencias | Promedio | Goles y asistencias | Promedio |
| --------------------- | ------- | ----- | -------- | ----------- | -------- | ------------------- | -------- |
| Ligas estatales       | 13      | 10    | 0.77     | 3           | 0.23     | 13                  | 1.00     |
| Ligas nacionales      | 632     | 401   | 0.63     | 220         | 0.35     | 621                 | 0.98     |
| Copas nacionales      | 87      | 52    | 0.60     | 25          | 0.29     | 77                  | 0.90     |
| Copas internacionales | 141     | 62    | 0.44     | 44          | 0.31     | 106                 | 0.75     |
| Selección absoluta    | 143     | 69    | 0.48     | 39          | 0.27     | 108                 | 0.76     |
| Total                 | 1016    | 594   | 0.58     | 331         | 0.33     | 925                 | 0.91     |

### Hat-tricks
| 1  | 16 de marzo de 2008      | Ámsterdam Arena, Ámsterdam             | Ajax Ámsterdam - Willem II Tilburg    |  | 4 - 1  | Eredivisie 2007-08               |
| 2  | 12 de abril de 2009      | Ámsterdam Arena, Ámsterdam             | Ajax Ámsterdam - Willem II Tilburg    |  | 7 - 0  | Eredivisie 2008-09               |
| 3  | 8 de agosto de 2009      | Ámsterdam Arena, Ámsterdam             | Ajax Ámsterdam - RKC Waalwijk         |  | 4 - 1  | Eredivisie 2009-10               |
| 4  | 20 de agosto de 2009     | Ámsterdam Arena, Ámsterdam             | Ajax Ámsterdam - ŠK Slovan Bratislava |  | 5 - 0  | Liga Europa 2009-10              |
| 5  | 20 de septiembre de 2009 | De Koel, Venlo                         | VVV-Venlo - Ajax Ámsterdam            |  | 0 - 4  | Eredivisie 2009-10               |
| 6  | 23 de diciembre de 2009  | IJsseldelta Stadion, Zwolle            | WHC Wezep - Ajax Ámsterdam            |  | 1 - 14 | Copa de los Países Bajos 2009-10 |
| 7  | 3 de febrero de 2010     | Ámsterdam Arena, Ámsterdam             | Ajax Ámsterdam - Roda JC              |  | 4 - 0  | Eredivisie 2009-10               |
| 8  | 11 de abril de 2010      | Ámsterdam Arena, Ámsterdam             | Ajax Ámsterdam - VVV-Venlo            |  | 7 - 0  | Eredivisie 2009-10               |
| 9  | 29 de agosto de 2010     | De Vijverberg, Doetinchem              | De Graafschap - Ajax Ámsterdam        |  | 0 - 5  | Eredivisie 2010-11               |
| 10 | 8 de octubre de 2010     | Bung Karno, Yakarta                    | Indonesia - Uruguay                   |  | 1 - 7  | Amistoso                         |
| 11 | 11 de noviembre de 2011  | Centenario, Montevideo                 | Uruguay - Chile                       |  | 4 - 0  | Eliminatorias Mundial 2014       |
| 12 | 28 de abril de 2012      | Carrow Road, Norwich                   | Norwich City - Liverpool FC           |  | 0 - 3  | Premier League 2011-12           |
| 13 | 12 de julio de 2012      | Domingo Burgueño Miguel, Maldonado     | Uruguay Olímpico - Chile Olímpico     |  | 6 - 4  | Amistoso                         |
| 14 | 29 de septiembre de 2012 | Carrow Road, Norwich                   | Norwich City - Liverpool FC           |  | 2 - 5  | Premier League 2012-13           |
| 15 | 2 de marzo de 2013       | DW Stadium, Wigan                      | Wigan Athletic - Liverpool FC         |  | 0 - 4  | Premier League 2012-13           |
| 16 | 26 de octubre de 2013    | Anfield, Liverpool                     | Liverpool FC - West Bromwich Albion   |  | 4 - 1  | Premier League 2013-14           |
| 17 | 4 de diciembre de 2013   | Anfield, Liverpool                     | Liverpool FC - Norwich City           |  | 5 - 1  | Premier League 2013-14           |
| 18 | 22 de marzo de 2014      | Cardiff City Stadium, Cardiff          | Cardiff City - Liverpool FC           |  | 3 - 6  | Premier League 2013-14           |
| 19 | 2 de mayo de 2015        | Nuevo Arcángel, Córdoba                | Córdoba C.F. - FC Barcelona           |  | 0 - 8  | Liga BBVA 2014-15                |
| 20 | 25 de octubre de 2015    | Camp Nou, Barcelona                    | FC Barcelona - Éibar                  |  | 3 - 1  | Liga BBVA 2015-16                |
| 21 | 17 de diciembre de 2015  | Estadio Nissan, Yokohama               | FC Barcelona - Guangzhou Evergrande   |  | 3 - 0  | Mundial de Clubes 2015           |
| 22 | 17 de enero de 2016      | Camp Nou, Barcelona                    | FC Barcelona - Athletic Club          |  | 6 - 0  | Liga BBVA 2015-16                |
| 23 | 3 de febrero de 2016     | Camp Nou, Barcelona                    | FC Barcelona - Valencia               |  | 7 - 0  | Copa del Rey 2015-16             |
| 24 | 14 de febrero de 2016    | Camp Nou, Barcelona                    | FC Barcelona - Celta de Vigo          |  | 6 - 1  | Liga BBVA 2015-16                |
| 25 | 20 de abril de 2016      | Riazor, La Coruña                      | Deportivo de La Coruña - FC Barcelona |  | 0 - 8  | Liga BBVA 2015-16                |
| 26 | 23 de abril de 2016      | Camp Nou, Barcelona                    | FC Barcelona - Sporting de Gijón      |  | 6 - 0  | Liga BBVA 2015-16                |
| 27 | 14 de mayo de 2016       | Los Cármenes, Granada                  | Granada - FC Barcelona                |  | 0 - 3  | Liga BBVA 2015-16                |
| 28 | 20 de agosto de 2016     | Camp Nou, Barcelona                    | FC Barcelona - Real Betis             |  | 6 - 2  | LaLiga Santander 2016-17         |
| 29 | 24 de febrero de 2018    | Camp Nou, Barcelona                    | FC Barcelona - Girona                 |  | 6 - 1  | LaLiga Santander 2017-18         |
| 30 | 28 de octubre de 2018    | Camp Nou, Barcelona                    | FC Barcelona - Real Madrid            |  | 5 - 1  | LaLiga Santander 2018-19         |
| 31 | 17 de enero de 2023      | Arena do Grêmio, Porto Alegre          | Grêmio - São Luiz                     |  | 4 - 1  | Recopa Gaúcha 2023               |
| 32 | 9 de noviembre de 2023   | Olímpico Nilton Santos, Río de Janeiro | Grêmio - Botafogo                     |  | 4 - 3  | Serie A 2023                     |
| 33 | 4 de mayo de 2024        | Chase Stadium, Fort Lauderdale         | Inter Miami - New York Red Bulls      |  | 6 - 2  | Major League Soccer 2024         |

## Palmarés y distinciones

### Campeonatos regionales
| Título            | Equipo             | Estado             | Año  |
| ----------------- | ------------------ | ------------------ | ---- |
| Recopa Gaúcha     | Grêmio F. B. P. A. | Río Grande del Sur | 2023 |
| Campeonato Gaúcho | Grêmio F. B. P. A. | Río Grande del Sur | 2023 |

### Títulos nacionales
| Título                   | Equipo             | País           | Año     |
| ------------------------ | ------------------ | -------------- | ------- |
| Campeonato Uruguayo      | Nacional           | Uruguay        | 2005    |
| Torneo Clausura          | Nacional           | Uruguay        | 2006    |
| Campeonato Uruguayo (2)  | Nacional           | Uruguay        | 2005-06 |
| Copa de los Países Bajos | Ajax de Ámsterdam  | Países Bajos   | 2009-10 |
| Eredivisie               | Ajax de Ámsterdam  | Países Bajos   | 2010-11 |
| Copa de la Liga          | Liverpool F. C.    | Inglaterra     | 2011-12 |
| Primera División         | F. C. Barcelona    | España         | 2014-15 |
| Copa del Rey             | F. C. Barcelona    | España         | 2014-15 |
| Primera División (2)     | F. C. Barcelona    | España         | 2015-16 |
| Copa del Rey (2)         | F. C. Barcelona    | España         | 2015-16 |
| Supercopa de España      | F. C. Barcelona    | España         | 2016    |
| Copa del Rey (3)         | F. C. Barcelona    | España         | 2016-17 |
| Copa del Rey (4)         | F. C. Barcelona    | España         | 2017-18 |
| Primera División (3)     | F. C. Barcelona    | España         | 2017-18 |
| Supercopa de España (2)  | F. C. Barcelona    | España         | 2018    |
| Primera División (4)     | F. C. Barcelona    | España         | 2018-19 |
| Primera División (5)     | Atlético de Madrid | España         | 2020-21 |
| Torneo Clausura (2)      | Nacional           | Uruguay        | 2022    |
| Campeonato Uruguayo (3)  | Nacional           | Uruguay        | 2022    |
| MLS Supporters' Shield   | Inter de Miami     | Estados Unidos | 2024    |

### Títulos internacionales
| Título                       | Equipo(*)            | Sede      | Año  |
| ---------------------------- | -------------------- | --------- | ---- |
| Copa América                 | Selección de Uruguay | Argentina | 2011 |
| Liga de Campeones de la UEFA | F. C. Barcelona      | Alemania  | 2015 |
| Supercopa de Europa          | F. C. Barcelona      | Georgia   | 2015 |
| Copa Mundial de Clubes       | F. C. Barcelona      | Japón     | 2015 |

(*) Incluyendo la selección.

### Distinciones individuales
| Distinción                                                                            | Año              |
| ------------------------------------------------------------------------------------- | ---------------- |
| Máximo goleador del Ajax de Ámsterdam                                                 | 2009, 2010       |
| Jugador del año del Ajax de Ámsterdam                                                 | 2009, 2010       |
| Máximo asistente de la Eredivisie                                                     | 2008, 2009, 2010 |
| Máximo goleador de la Copa de los Países Bajos (8 goles)                              | 2010             |
| Máximo goleador de la Eredivisie (35 goles)                                           | 2010             |
| Futbolista del año en los Países Bajos                                                | 2010             |
| Máximo Goleador Mundial de Primera División según la IFFHS                            | 2010, 2014, 2016 |
| Quinto mejor gol del Mundial 2010                                                     | 2010             |
| Mejor jugador de la Final de la Copa América 2011                                     | 2011             |
| Mejor jugador de la Copa América                                                      | 2011             |
| Charrúa de oro al mejor deportista de Uruguay                                         | 2011             |
| Sexto lugar en el FIFA Balón de Oro 2011                                              | 2012             |
| Premio Charrúa de Oro al mejor deportista de Uruguay                                  | 2012             |
| Máximo goleador del Liverpool                                                         | 2012, 2013       |
| Premio Barclays al primer jugador en llegar a 10 goles en la Premier League           | 2013             |
| Premio Barclays al primer jugador en llegar a 20 goles en la Premier League           | 2013             |
| PFA equipo ideal de la temporada                                                      | 2013, 2014       |
| Segundo lugar Premio PFA al jugador del año                                           | 2013             |
| Jugador del año del Liverpool                                                         | 2013, 2014       |
| Máximo goleador histórico de la selección de Uruguay en partidos reconocidos por FIFA | 2013-presente    |
| Mejor gol de la Copa Confederaciones 2013                                             | 2013             |
| Máximo goleador de las Clasificatorias para el Mundial 2014 (11 goles)                | 2013             |
| Goleador mundial de la Clasificación para el Mundial 2014                             | 2013             |
| Premio al mejor jugador del año según la «Football Supporters Federation»             | 2013             |
| Noveno mejor jugador del mundo según el diario británico «The Guardian»               | 2013             |
| Jugador del mes de diciembre de la Premier League                                     | 2014             |
| Jugador del mes de marzo de la Premier League                                         | 2014             |
| Premio PFA al jugador del año                                                         | 2014             |
| Premio FWA al futbolista del año                                                      | 2014             |
| Jugador del Año de la Premier League                                                  | 2014             |
| Bota de Oro de la Premier League (31 goles)                                           | 2014             |
| Bota de Oro de Europa                                                                 | 2014             |
| ESM equipo del año                                                                    | 2013-14, 2014-15 |
| Trofeo EFE                                                                            | 2015             |
| Segundo Mejor jugador de Europa de la UEFA                                            | 2015             |
| Incluido en el Equipo Ideal de la Liga de Campeones de la UEFA                        | 2015             |
| Máximo goleador de la Copa Mundial de Clubes (5 goles)                                | 2015             |
| Balón de bronce de la Copa Mundial de Clubes                                          | 2015             |
| Cuarto mejor jugador del mundo según el diario británico «The Guardian»               | 2015             |
| Trofeo Pichichi de la Liga de España (40 goles)                                       | 2016             |
| Bota de Oro de Europa                                                                 | 2016             |
| XI Mundial FIFA/FIFPro                                                                | 2016             |
| Máximo goleador histórico de las Eliminatorias Sudamericanas (21 goles)               | 2017             |
| MVP contra Arabia Saudita en la Copa Mundial de Fútbol.                               | 2018             |
| MVP contra Rusia en la Copa Mundial de Fútbol.                                        | 2018             |
| Ganador del Trofeo Alfredo Di Stéfano                                                 | 2021             |
| Máximo goleador histórico de las Eliminatorias Sudamericanas (29 goles)               | 2022             |
| Mejor jugador de la final del Campeonato Uruguayo                                     | 2022             |
| Bola de Ouro al mejor jugador del Campeonato Brasileño de Serie A                     | 2023             |
| Bola de Prata del equipo ideal del Campeonato Brasileño de Serie A                    | 2023             |
| Segundo Mejor Futbolista del Año en Sudamérica                                        | 2023             |
| Parte del Equipo Ideal de América                                                     | 2023             |
| Jugador del partido contra Canadá en la Copa América 2024                             | 2024             |

## Récords y marcas importantes

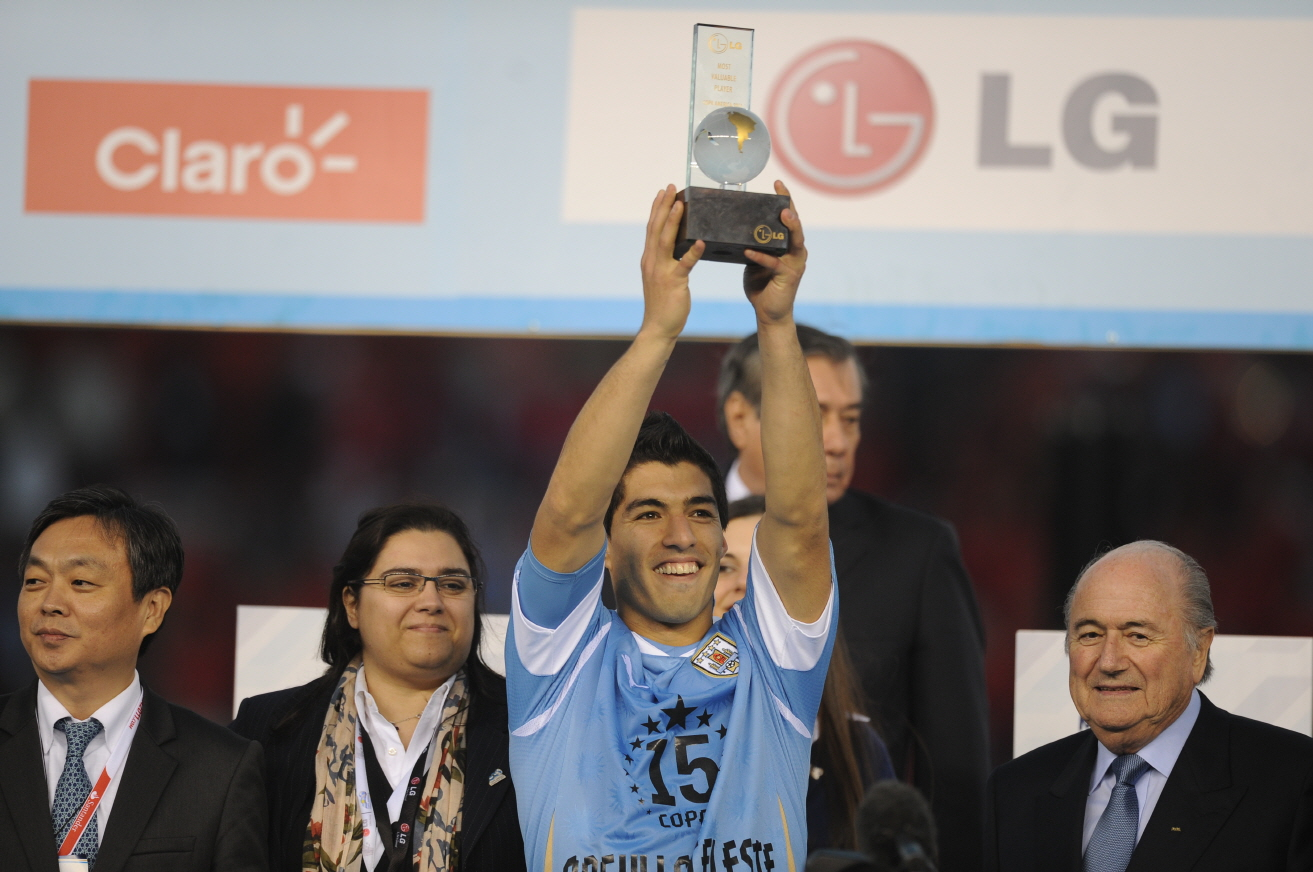
Luis Suárez fue elegido mejor jugador de la Copa América 2011.

- Récord al máximo anotador histórico de la Selección de Uruguay (69 goles).
- Récord al máximo anotador uruguayo en eliminatorias de la Conmebol (29 goles).
- Primer jugador uruguayo en marcar 4 goles en una eliminatoria sudamericana por el Mundial.
- Jugador uruguayo con más goles en la Eredivisie (91 goles).
- Jugador extranjero con más goles en una temporada de la Eredivisie (35 goles).[nota 1]
- Máximo goleador en tres ligas diferentes (Eredivisie de los Países Bajos, Premier League de Inglaterra y La Liga de España). Récord igualado con Ruud van Nistelrooy y Cristiano Ronaldo.
- Récord al jugador con más goles en un mes de calendario (diciembre de 2013) de la historia de la Premier League (10 goles).[144]
- Récord al primer jugador de la historia de la Premier League en anotar dos o más goles en cuatro partidos consecutivos.[nota 13]
- Récord al jugador del continente americano con más anotaciones en una temporada de la Premier League (31 goles).
- Récord al jugador con más goles en un partido de la Copa Mundial de Clubes (3 goles, Barcelona 3-0 Guangzhou Evergrande en 2015).
- Récord al jugador con mejor promedio goleador en una temporada de Premier League (0,94).
- Récord al jugador en convertir 4 goles en dos partidos consecutivos de Liga Española (2015-16).
- Récord al jugador uruguayo con más goles en una temporada de la Liga Española (40 goles) en 2015-16.
- Máximo goleador uruguayo de toda la historia, con 554 goles oficiales convertidos entre clubes y selección mayor.